# ギリシャ

ギリシャ共和国
Ελληνική Δημοκρατία (ギリシャ語)

国の標語：Ελευθερία ή θάνατος（ギリシア語）
自由か死か
国歌：Ύμνος εις την Ελευθερίαν（ギリシア語）
自由への賛歌

1. 

ギリシャ共和国（ギリシャきょうわこく、ギリシア語: Ελληνική Δημοκρατία）、通称ギリシャ（希: Ελλάδα）は、南ヨーロッパに位置する共和制国家。2011年の国勢調査によると、ギリシャの人口は約1,081万人、面積は日本の約3分の1である。アテネは首都および最大都市であり、テッサロニキは第2の都市および中央マケドニアの州都である。

## 概要
ギリシャの地理はヨーロッパの南東端にあり、アジアおよびアフリカとの交差点にある。バルカン半島南端に位置し、国境は北西にアルバニア、北に北マケドニア共和国とブルガリア、東にトルコ（陸は北東、島嶼は南東）と接する。同国は9つの地理的地域からなり、マケドニア、中央ギリシャ、ペロポネソス半島、テッサリア、イピロス、ドデカネス諸島およびキクラデス諸島を含むエーゲ海諸島、西トラキア、クレタ島、イオニア諸島がこれに該当する。本土の東にはエーゲ海、西にはイオニア海、南には地中海がそれぞれ位置する。同国の多数の島嶼のうち227島には居住者がおり、海岸線は全長1万3,676キロで地中海盆地最長かつ世界第11位である。国土の80％は山岳地帯であり、オリンポス山は2,917メートルで同国最高峰である。
ギリシャの国民国家はオスマン帝国からの独立戦争後の1830年に建国されたが、同国のルーツは全西洋文明の発祥地だと考えられる古代ギリシアの文明に遡る。ギリシャ自体は民主主義、西洋哲学、オリンピック、西洋文学、歴史学、政治学、主要な科学的および数学的原理、悲劇や喜劇などのドラマの発祥地である。ギリシャの文化的・技術的偉業は世界に大きな影響を与え、アレクサンドロス大王の遠征を通じて東洋に影響を受けヘレニズムが形成され、ローマ帝国やそのあとの東ローマ帝国への編入により西洋に大きな影響を与えた。現代のギリシャ人のアイデンティティーはギリシャ正教により形成され、ギリシャの伝統はより広範な正教会に伝播した。ギリシャの豊富な遺産は17件の世界遺産数にも反映され、ヨーロッパや世界でも有数である。
1941年にはイタリアからの侵攻を受け山岳地帯での抵抗などでイタリア軍への反撃を成功させアルバニアまで戦線を押し返すも最終的にドイツ軍の介入により占領統治下に置かれ、レジスタンス運動やドイツ軍撤退で何とか本土を解放することに成功するも第二次世界大戦終戦直後のギリシャ内戦も相まって国内の政情や経済が不安定化し1950年代には経済成長を経験するも軍事独裁政権樹立期に極左派勢力が発展し治安情勢も混迷を極めるなど冷戦の最中苦い時代を経験している。
ギリシャは民主主義かつ先進国であり、先進的な高所得経済、高度なクオリティ・オブ・ライフ、高度な生活水準を有する。一方で、数多くの資格や許認可が政治家に委ねられている構造を背景に賄賂や汚職、脱税が横行しており、汚職指数はヨーロッパの国家の中でもイタリアと並んで高いレベルにある。ギリシャ危機に象徴される根深い経済問題に悩む。 国際連合原加盟国であり、欧州連合の前身である欧州諸共同体の10番目の加盟国で、2001年以来ユーロ圏の一部である。そのほか多数の国際機関の加盟国でもあり、欧州評議会、NATO、OECD、OSCE、WTOがこれに該当する。ギリシャは世界有数の海運国および観光立国であり、バルカン半島最大の経済規模を有し、重要な地域投資国である。

## 国名
公式名称は ギリシア語: Ελληνική Δημοκρατία, Ellinikí Dimokratía, [eliniˈci ðimokraˈti.a] (聞く) エリニキ ディモクラティア, 英語: Hellenic Republic。
国名の ギリシア語: Ελλάδα [ɛˈlaða] ( 音声ファイル) エラダは、古代ギリシア語: Ἑλλάς ヘッラス に由来する（正式名称中の Ελληνική の部分は形容詞形）。ヘッラスはホメーロスではテッサリアの一都市またはプティア地方を指すにすぎなかったが、のちにギリシアそのものを指すようになった。
西洋の諸言語はラテン語: Graeciaに由来する形を持つ。Graecia自体はGraeci（ギリシア人）の土地という意味で、これ自体古代ギリシア人の自称のひとつ、Γραικοί グライコイの借用である。これも本来はギリシア全体ではなく一地方名であったらしいが、それがどこであったかはよくわかっていない。ローマ人はこの語をエトルリア人経由で借用した。
中東の諸言語での呼称、たとえばアラビア語の اليونان （al-Yūnān 、アル＝ユーナーン）、ヘブライ語の יוון （Yaván 、ヤヴァン）、トルコ語の Yunanistan （ユナニスタン）などは、すべてイオニアに由来する。
日本語による公式名称はギリシャ共和国で通称はギリシャまたはギリシア。国会の制定法や外務省、およびギリシャの在日大使館のサイトではギリシャと表記される一方、人文系の世界ではギリシアと表記されることが多い。ギリシャあるいはギリシアという名称は、ポルトガル語Gréciaに由来し、古くは「ゲレシヤ」といったが、明治以降に「ギリシヤ」に変化した。中国語では希臘（シーラ）と表記するが、これは古代ギリシア語「Ἑλλάς」（ヘッラス）に由来する。日本語での漢字表記も同じく希臘で略称は希となる。

## 歴史

### ギリシア・ローマ時代

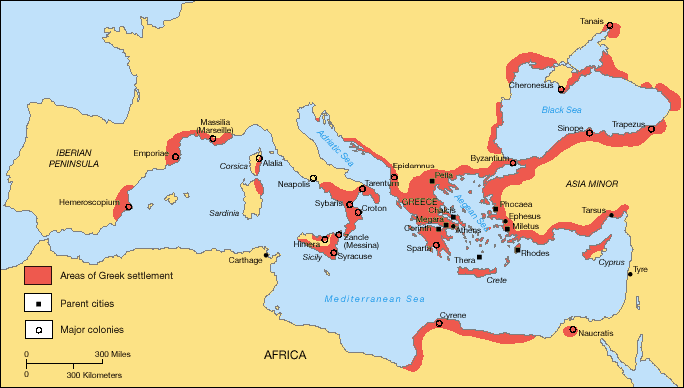
アルカイック期におけるギリシア領および植民地（紀元前750 - 550年）

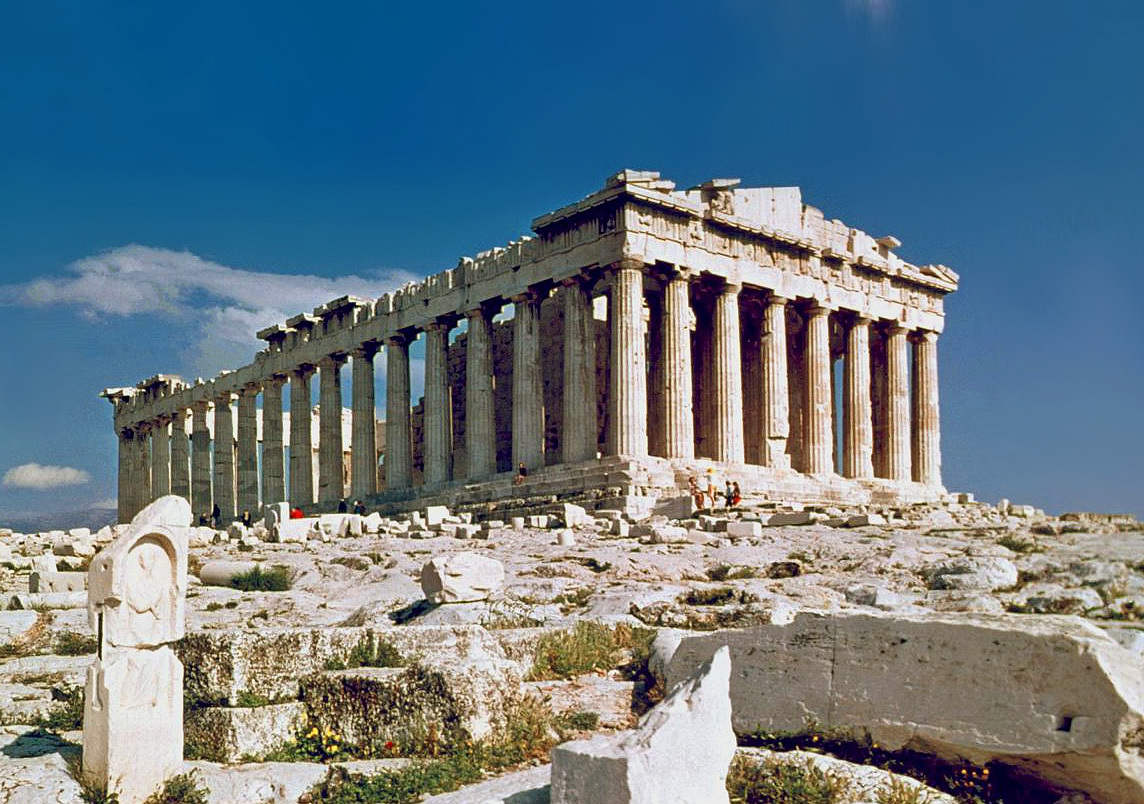
アテナイのアクロポリスにおけるパルテノン神殿は、古典ギリシアのもっとも有名な象徴のひとつである

古代のギリシャはアテナイ、スパルタ、コリントス、テーバイなどの多数のポリス（都市国家）が各地域に成立しており、ギリシャ全体としては言語・文化・宗教などを通じた緩やかな集合体で、マケドニア王国に征服されるまでギリシャ統一国家を形成することはなかった。政治的に独立していた各ポリス間では戦争が絶え間なく繰り返された。紀元前5世紀にアケメネス朝（ペルシア帝国）が地中海世界に進出してくると、各ポリスは同盟を結び、これに勝利した（ペルシア戦争）。しかしその後、アテナイを盟主とするデロス同盟とスパルタを盟主とするペロポネソス同盟とでギリシア全体に渡るペロポネソス戦争が勃発し、ギリシャ全体が荒廃し勢力を失った。紀元前4世紀半ばにマケドニアのピリッポス2世がカイロネイアの戦いに勝利すると、ギリシャ諸ポリスはマケドニアを盟主としたヘラス同盟（コリント同盟）に属することとなる。ギリシャ人はアレクサンドロス3世（大王）の東方遠征に従軍し、長年の宿敵ペルシア帝国を滅亡させた。ペルシャの傭兵となったギリシャ人がいたが、彼らは裏切り者として奴隷にされた。
大王死後、マケドニアを支配したアンティゴノス朝と対抗。この時期にピュロス（エペイロス王）らが活躍した。やがてアカイア同盟を結成して共和政ローマと手を結ぶ。マケドニアの没落後はローマと対決したが、紀元前146年にローマ軍に敗北、コリントスの破壊とともにローマ属州アカエアとされた。古代ギリシアは民主主義の原点であった。

### 東ローマ帝国
395年にローマ帝国が東西に分裂したあとは、ギリシャ地域は東ローマ帝国に属した。
7世紀以降の東ローマ帝国はギリシア語を公用語とし、皇帝をはじめとする支配階層もギリシア語を母語とする民族が中心となっていったが、彼ら自身は自分をギリシャ人とみなさず、「ローマ人（ロマイオイ/ロメイ中世・現代ギリシア語）」と称した。東ローマ帝国はギリシャ民族の歴史の一部と捉えられている。なお、東ローマ帝国を「ギリシャ化したローマ帝国」と捉える研究者もいる（ギリシャでは自らを「ローマ人」と呼ぶことがあるという）。ただ、東ローマ帝国の中心地はアナトリア・トラキア・マケドニアであり、現在のギリシャにあたる部分は、スラブ人の侵入と移住、アラブ勢力の来襲やブルガリア帝国やノルマン王国といった外部勢力の攻撃が相次ぎ、帝都コンスタンティノープルからは辺境地域とみなされていた（ただしテッサロニキはスラヴ人の侵入でも陥落せず、人口数万人を擁して栄えた、帝国第二の都市であった。）。

1025年の東ローマ帝国

1204年に第4回十字軍によってコンスタンティノープルが占領されて東ローマ帝国は崩壊し、ギリシャにも十字軍が侵入してきた。12世紀末のコムネノス王朝末期以降、東ローマ帝国は内部崩壊を起こして国政が混乱していたため、ヨーロッパ側に住むギリシャ人の多くは混乱を収め、安定をもたらすものとして十字軍を歓迎した。このため、アテネ公国などの多くの十字軍国家が成立した（十字軍に抵抗したのは裕福なコリントスのみ）。ほかには東ローマの亡命政権であるエピロス専制侯国や、ブルガリア帝国、セルビア王国、また都市国家ヴェネツィアなどが割拠するようになった。
アナトリアに逃れたギリシャ系の東ローマ帝国の亡命政権ニカイア帝国により1261年に東ローマ帝国は再建されたが、以前より力が弱体化していたためにギリシャ全土を奪回できず、諸勢力の割拠状態が続き、その隙をついてギリシアやアナトリアでは14世紀以降イスラム王朝のオスマン帝国が勢力を伸張させていった。

### オスマン朝・ヴェネツィア支配時代
1453年のコンスタンティノープル陥落によって東ローマ帝国はオスマン帝国によって滅ぼされ、残る諸勢力も15世紀末までにはほとんどがオスマン帝国に征服された。オスマン帝国はコンスタンティノープルに遷都し、369年間のオスマン帝国による統治が続いた。
一方で、オスマン帝国に支配されなかった地域もある。東ローマ帝国滅亡後も、イオニア諸島は1797年までヴェネツィア共和国の領土であり、その後も1800年にイオニア七島連邦国、1815年にイオニア諸島合衆国が成立している。そのほかにも、1669年までのクレタ島、1686年から1715年までのペロポネソス半島もヴェネツィア領であった。

### 独立回復と王政時代

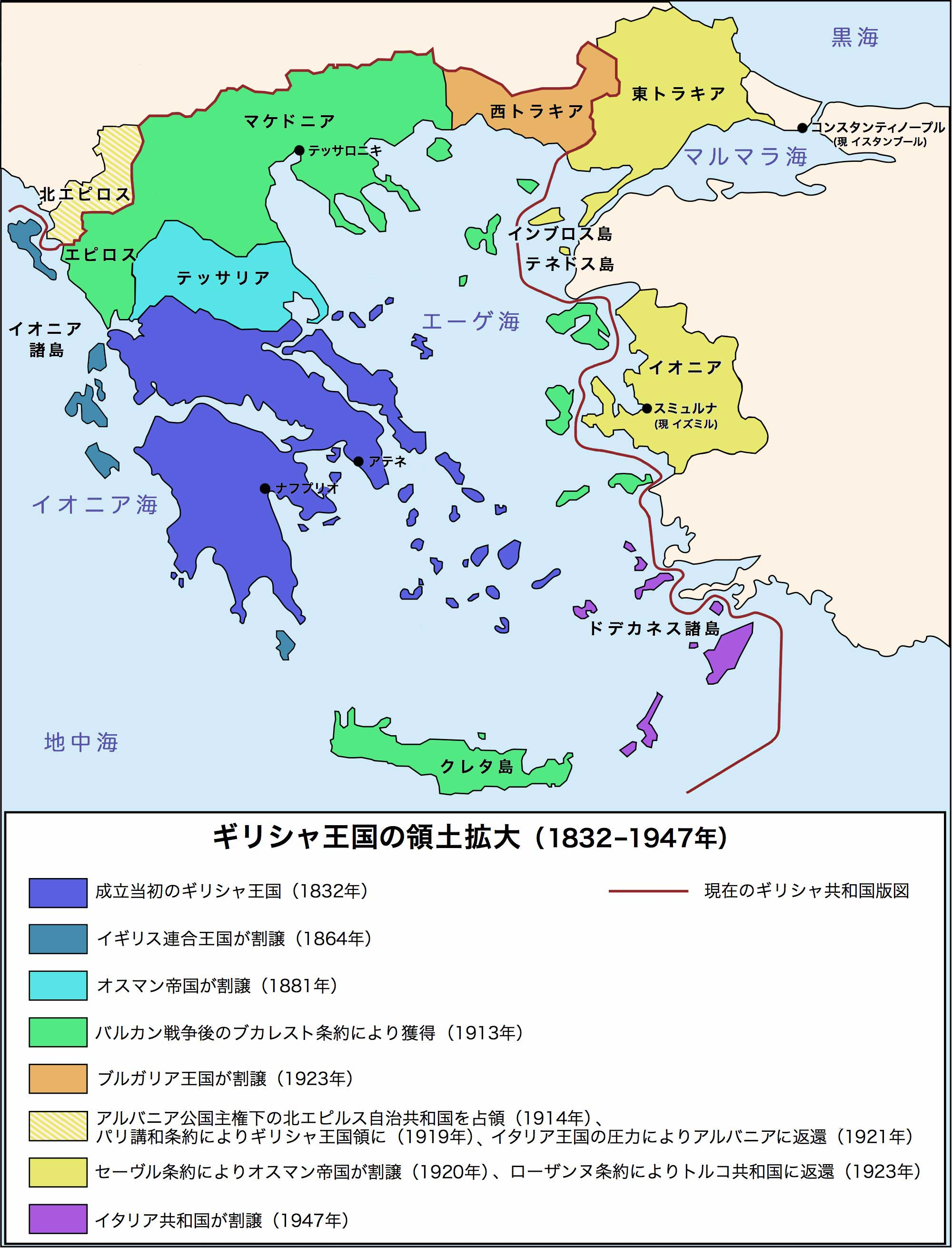
ギリシャ王国の領土変遷（1832年 - 1947年）

1821年にオデッセイにおいて創設された秘密組織フィリキ・エテリアを中心として、オスマン帝国に対する反乱が企てられた。3月にギリシャ各地の都市で蜂起が起こり、ギリシャ独立戦争が始まった。エジプトの助けを得てこれを鎮圧しようとしたオスマン帝国に対し、英・仏・露が介入、1829年、アドリアノープル条約によってギリシャ独立が承認された。1832年、バイエルン王国の王子オットーをオソン1世として国王に据えギリシャ王国として独立し、コンスタンティノープル陥落以来379年ぶり、古代ギリシャ滅亡から考えると約1900年ぶりにギリシャ人の国家が復活した。
その後は汎ギリシャ主義（メガリ・イデア）を標榜し、1897年にはトルコに侵攻（希土戦争）し敗北するも、第一次世界大戦直前の1912年から1913年にはバルカン戦争で勝利し、クレタ島をトルコから奪取した。
1919年のパリ講和会議では日本の提出した人種差別撤廃案に賛成するなど反人種差別を表明した。1919年 - 1922年にセーヴル条約を押しつけるため、ギリシャ系住民保護を名目にアナトリアに侵攻したが、（希土戦争）ムスタファ・ケマル・パシャが率いるトルコ軍に敗退した。1924年にクーデターにより共和制のギリシャ第二共和政となるが、1935年には王政（ギリシャ王国、1935年 - 1941年）が復活し、国王ゲオルギオス2世の強権発動によって極右政党党首イオアニス・メタクサスが陸軍大臣に任命されていたが、1936年4月12日に暫定首相デメルジスが死去したことに伴い首相に就任。1936年8月4日にメタクサスがクーデターを起こし八月四日体制（1936年 - 1941年）と呼ばれる独裁体制となった。

### 第二次世界大戦時代
第二次世界大戦では枢軸国と敵対し、ナチス・ドイツおよびイタリア、ブルガリアの侵攻にあい（ギリシャ・イタリア戦争）、戦いの最中にメタクサスが病死、王室と政府はイギリスに亡命した。1941年4月のギリシャの戦いに敗れ、ギリシャ本土はドイツ・イタリア・ブルガリアの3国による分割占領状態におかれ、傀儡国家ギリシャ国（1941年 - 1944年）体制になった。大戦中、占領軍に対するレジスタンス運動を主導した共産主義左派ギリシャ共産党（KKE）に支援されたギリシャ人民解放軍（ELAS）、対立する反共共和主義者のパルチザンギリシャ民族共和同盟（EDES）の三つ巴の戦いとなった。さらにナチスによるロマニオットやセファルディムに対するホロコーストが行われた。

### ギリシャ内戦
ギリシャが枢軸国軍から解放され亡命政府が帰還したあと、1944年12月3日に十二月事件が起き、共産主義左派と王党派右派の間で対立が先鋭化すると、1946年にはギリシャ内戦が勃発した。ソ連と隣国ユーゴスラビアに支援された共産勢力が「ギリシャ民主軍（共産主義者民主主義軍）」というゲリラ部隊を組織するが、戦後の財政難に苦しむイギリスに替わってアメリカ合衆国が王党派右派政府の全面的な支援に乗り出したことと（マーシャル・プラン）、1948年以降ユーゴスラビアとソ連が対立し、ギリシャの共産勢力はソ連を支持したため、ユーゴスラビアからの援助が失われ、内戦は1949年に共産主義勢力の敗北によって終結した。

### 戦後
1950年に行われた総選挙の結果、保守連立政権が発足するが政局は安定せず、翌年（1951年）に選挙制度を最大与党に有利に改正して行われた選挙によってようやく政局は安定した。1952年に北大西洋条約機構（NATO）へ加盟、1953年に隣国のユーゴスラビアおよびトルコとの間に三国親善条約と同盟条約が結ばれ、
1954年にはトルコとユーゴスラビアとの三国でバルカン軍事同盟を締結。外交的にもようやくの安定をみた。
1950年代の後半になると、キプロスをめぐってトルコとの対立が激化するが、ギリシャ自体は順調な経済成長を続け、1951年から1964年の間に国民平均所得はほぼ4倍になった。
国王と対立した首相コンスタンディノス・カラマンリスの辞任をきっかけに総選挙が行われ、中道勢力と左派勢力が躍進、一旦は中道連合（EK）を率いるゲオルギオス・パパンドレウが首相に任命されるが、他党との連立を拒んだパパンドレウは再び総選挙を行い、1964年、中道連合（EK）は過半数を獲得した。パパンドレウ政権は教育制度改革などの内政面で功績を挙げるが、軍の制度改革に失敗してパパンドレウは国王コンスタンティノス2世によって首相辞任を要求された。

### 軍事独裁政権時代
国王はアメリカ合衆国の支援のもとに中道諸派の連合による新政権を確立させるべく、1967年、総選挙を準備した。しかし、選挙の結果中道派政権が確立されることによる発言権の低下を恐れた軍部が陸軍将校、スティリアノス・パッタコス准将、ゲオルギオス・パパドプロス大佐、ニコラオス・マカレゾス大佐を中心としてクーデターを起こし、結局アメリカが軍部の独裁体制を容認した。結局、反クーデターに失敗したコンスタンティノスは国外へ亡命した。
1968年には憲法が改正され軍事独裁政権が確立する。軍部は国内の批判勢力に対して激しい弾圧を行い、前首相パパンドレウを始めとして多数の著名人を国外に追放した。欧州各国からは軍部独裁政権に対して厳しい批判が向けられたが、ギリシャは地勢的にNATOの要であるとしてアメリカが軍事独裁政権を擁護・支援したため、ギリシャに対して実効性のある圧力が加えられることはなかった。
1970年代に入ってギリシャの国内経済が悪化すると、軍部の独裁政権に対する国民の不満が増大し、学生による大規模なデモなどの抗議行動が活発化する。軍事独裁政権の首班であったゲオルギオス・パパドプロスは大統領制を導入するなどの政策を行うが、国内経済が回復しないこともあって国民の抗議行動は収まらず、1973年、学生デモ隊による大学占拠に対して実力鎮圧を行った結果多数の死傷者を出したことで独裁政権の基盤が揺らぎ、パパドプロスの腹心で秘密警察長官であるディミトリオス・イオアニディスがクーデターを起こし、パパドプロスは失脚した。その後、パパドプロス政権の閣僚であったフェドン・キジキスが名目上の大統領に選ばれて軍部の独裁体制は続くが、1974年に軍事政権が支援したキプロスでのクーデターは、大統領マカリオス3世の身柄確保に失敗した挙句、トルコ系住民の保護を口実にトルコ軍がキプロス島に上陸する事態となり、海軍と空軍が陸軍と秘密警察に対して態度を硬化させる。結果、軍事政権の中核を占めていた陸軍と秘密警察は孤立し、軍部の独裁体制は崩壊した。
このように政治的には混乱と弾圧の続いた軍部独裁時代ではあったが、マーシャル・プランほかの欧米各国による経済支援策と、外国資本の積極的な誘致を背景に、戦争とその後の内戦によって壊滅的な打撃を受けた国内インフラを復興させるための大規模な国内投資により、戦後のギリシャ経済は軍事独裁政権の崩壊まで非常に高い経済成長率を誇った。この高成長時代は「ギリシャの奇跡」と呼ばれる。

### 共和政治の確立
キジキス大統領は国内の諸政治勢力と協議してフランスへ亡命していたコンスタンディノス・カラマンリス元首相に帰国を要請、帰国したカラマンリスを首相に指名した。
1974年11月11日に行われた軍事政権崩壊後初の選挙の結果、カラマンリス元首相率いる新民主主義党が多数の議席を獲得して与党となり、次いで行われた国民投票により君主制は廃止され共和制への移行が決定した（ギリシャにおける民主主義の回復については、活動的な役割を担ったアレクサンドロス・パナグリスも参照）。
1975年には憲法が再改正され、1977年の選挙の結果左派勢力の伸長があったものの政局の混乱は発生せず、ギリシャの政局は以後安定化する。1981年に欧州共同体（EC）の10番目の加盟国となった。
1980年代には全ギリシャ社会主義運動（PASOK）が選挙の結果過半数を確保して与党となり、社会主義政権が誕生した。アンドレアス・パパンドレウはNATOと欧州共同体（EC）への加盟に懐疑的で、西側諸国を「帝国主義国家」と呼ぶほど親ソ派であったが、大きな外交政策の変更は行われず、NATOとECへの加盟は続行されたままギリシャは引き続き西側諸国の一員として冷戦の終結を迎える。
2004年には1896年の第1回大会以来108年ぶりに首都アテネにおいて2回目の夏季オリンピック（第28回アテネ大会）が開催された。それに先立つ2001年にはユーロ導入も実現したが、工業生産力が西欧諸国と比較して小さいギリシャの経済は脆弱で、2010年には統計操作による巨額の財政赤字隠蔽が発覚したことから、ユーロ圏全体や世界中を巻き込む金融危機へと発展した（2010年欧州ソブリン危機）。
2020年、新型コロナウイルスの感染が拡大。同年末までに2回のロックダウンが実施された。

## 政治

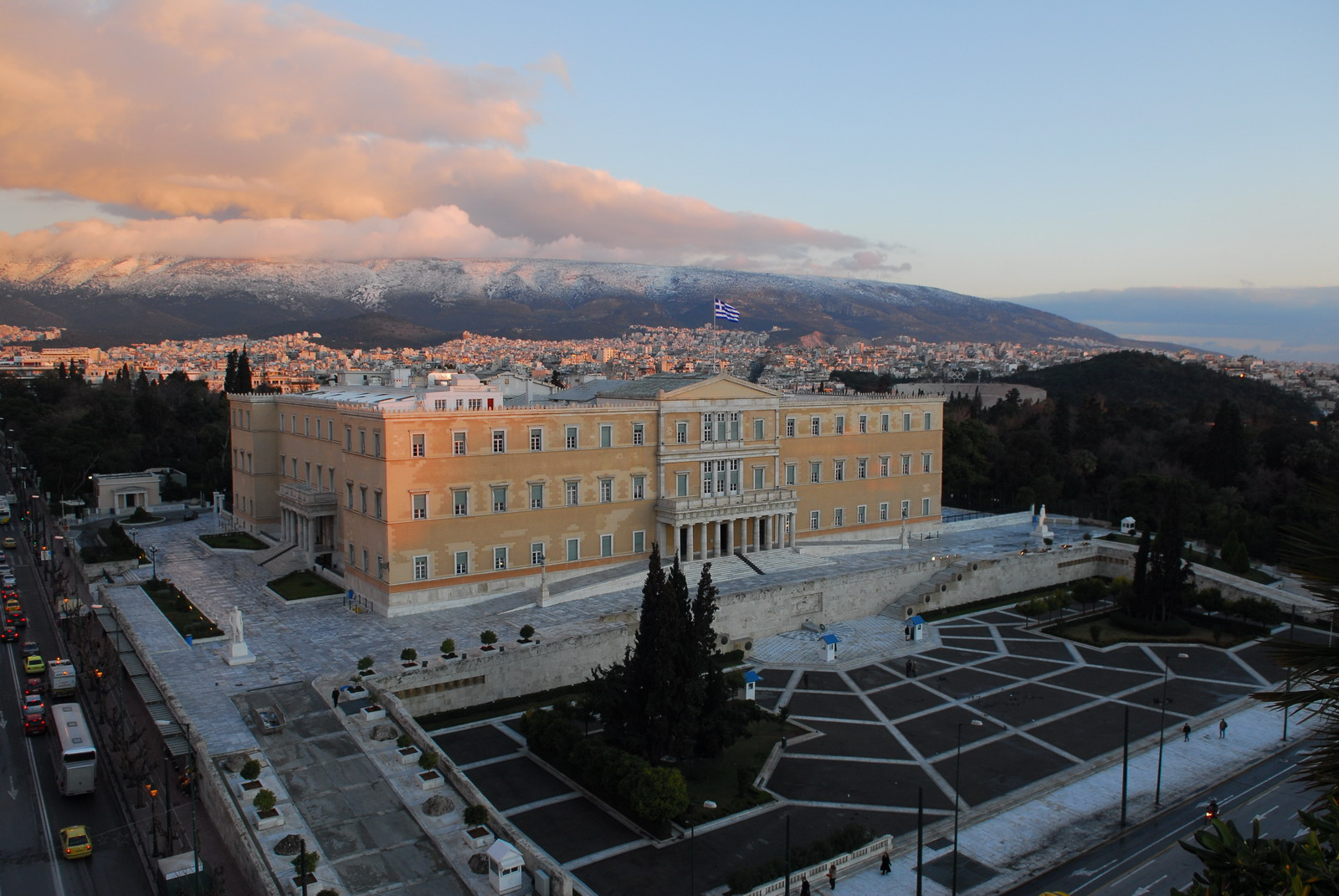
ギリシャ国会議事堂

国家体制として共和制・議院内閣制を採用している。

### 行政
大統領が国家元首として儀礼的な責務にあたる。大統領は任期5年で議会により選出される。
現大統領は2020年3月13日に就任したカテリナ・サケラロプル。行政府の長である首相は議会によって選出され大統領により任命される。閣僚は首相の指名に基づき大統領が任命する。

### 立法
立法府たるギリシャ議会（Vouli ton Ellinon）は一院制で、300議席、任期4年。比例代表制によって選出される。

### 政党
70年代の民主化以降、中道右派の新民主主義党（ND）と中道左派の全ギリシャ社会主義運動（PASOK）が二大政党として交代で政権を担当する期間が続いた。財政危機を受けた2012年の選挙では、二大政党は得票を落とし、極左の急進左派連合（SYRIZA）とギリシャ共産党 (KKE)、中道右派の独立ギリシャ人（ANEL）、極右の黄金の夜明けが伸長した。2015年の選挙で緊縮受け入れに反対した極左のSYRIZAが第一党となり、ツィプラス政権が誕生した。しかし、SYRIZAは公約違反を繰り返したため支持率は下落し、2019年7月の選挙では，今まで最大野党であった中道右派の新民主主義党（ND）が39.9％の得票で、単独過半数となる158議席を獲得した。NDのミツォタキス党首が新首相に就任し、SYRIZAは下野した。

### その他
失業率が世界的に見ても極めて高く、常に50%を超えている。また、政界における腐敗の問題も指摘されている。

## 国際関係
周辺国との関係では、キプロスの帰属問題でトルコとは対立関係にある。2010年代半ば以降、ヨーロッパを目指すシリアやアフガニスタン、イラクなどから移民や難民がトルコ経由で押し寄せることから、国境安全保障上の観点でトルコとの国境沿いに長さ40キロにも及ぶ壁を建設、2021年8月工事が完了した。
ギリシャ民族の国家であったマケドニア王国やギリシャ国内のマケドニア地方と同じ名を名乗るスラヴ系のマケドニア共和国とも対立状態にあったが、マケドニア共和国が国名を北マケドニア共和国に変更したため、両国の対立状態は薄れている。

### 日本との関係
2021年現在、371人のギリシャ人が日本に住んでいる。詳細は在日ギリシャ人を参照。
駐日ギリシャ大使館
- 住所：東京都港区西麻布三丁目16-30
- アクセス：東京メトロ日比谷線広尾駅3番出口

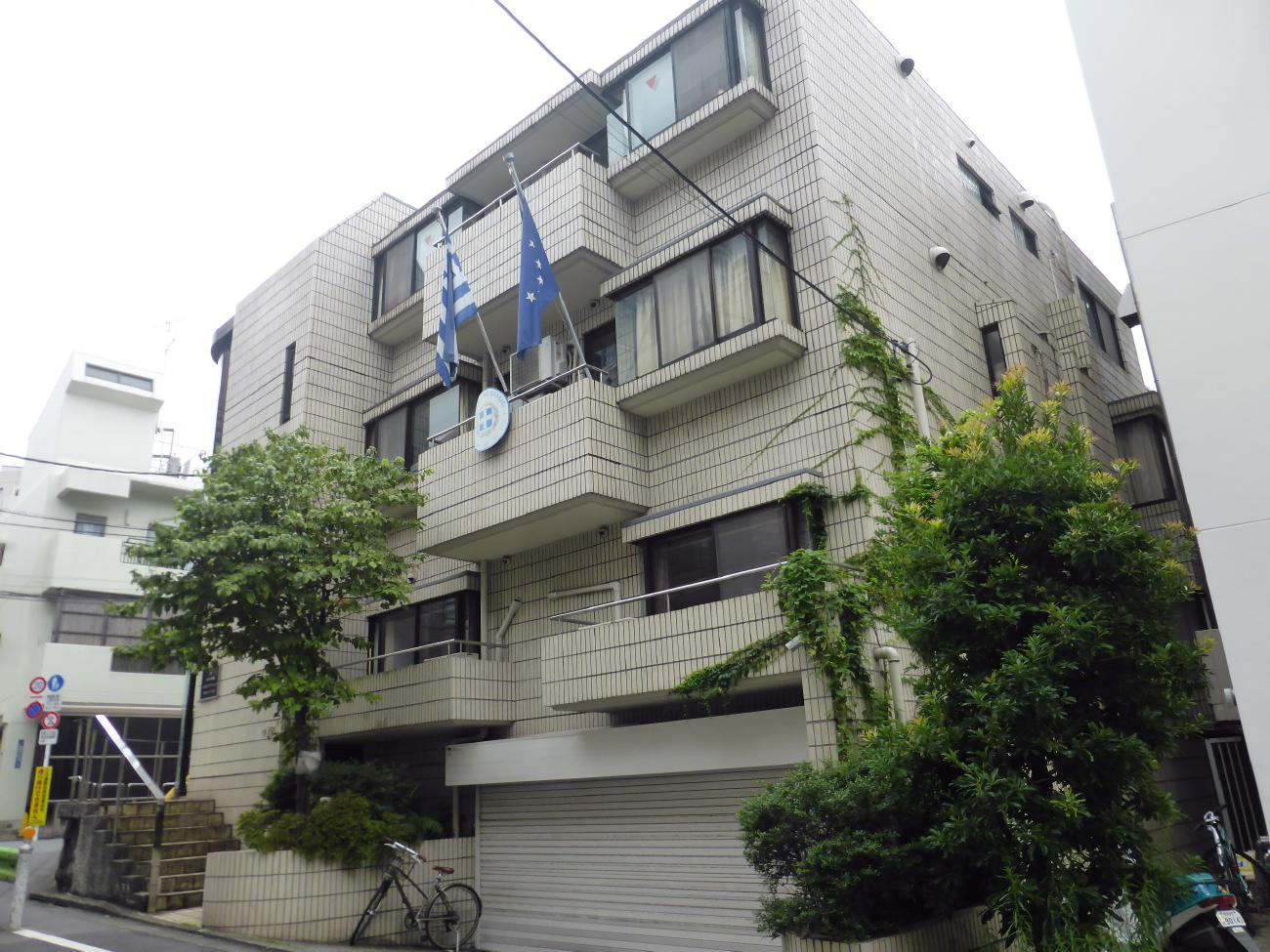
ギリシャ大使館全景
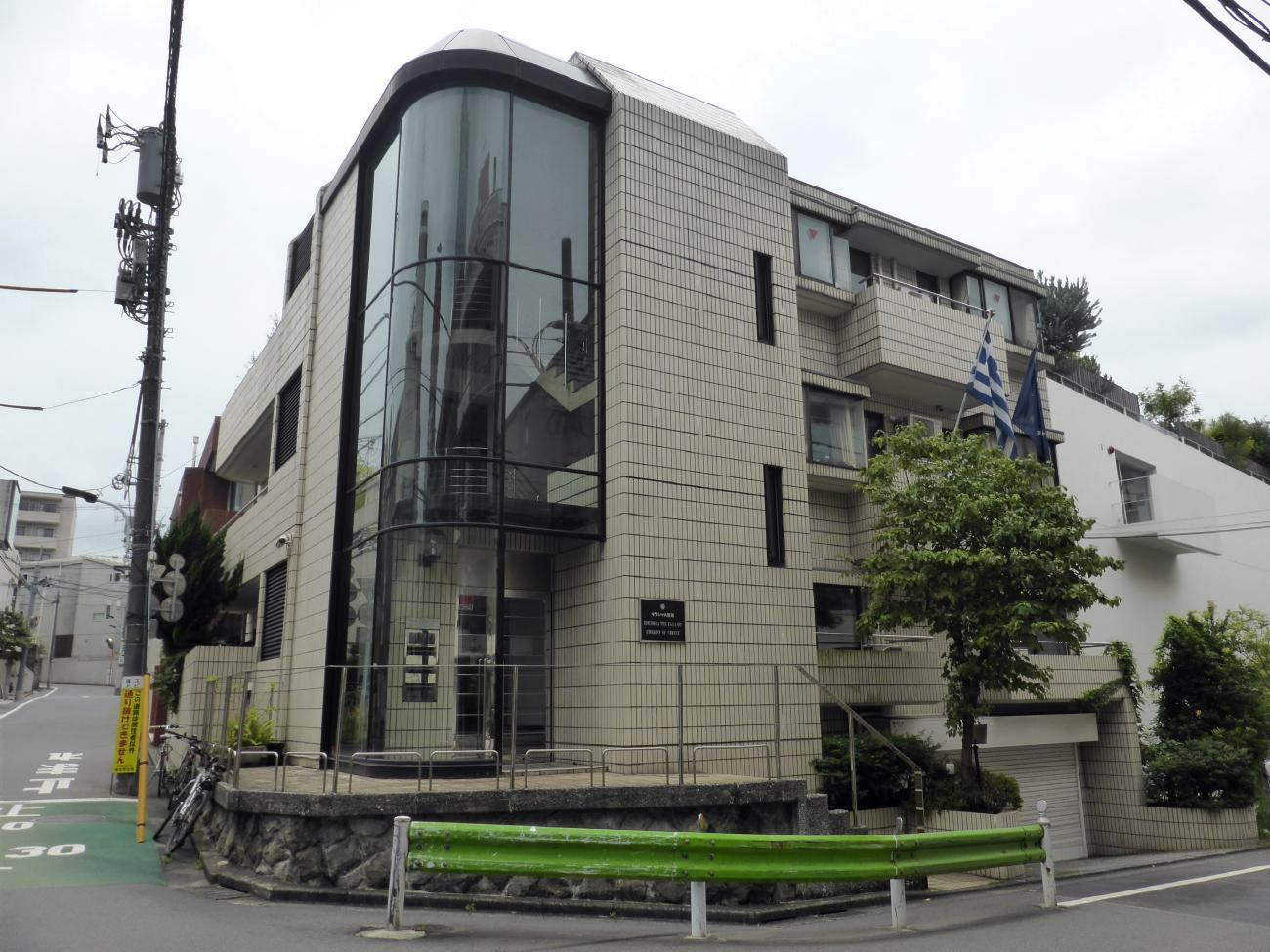
ギリシャ大使館正面玄関
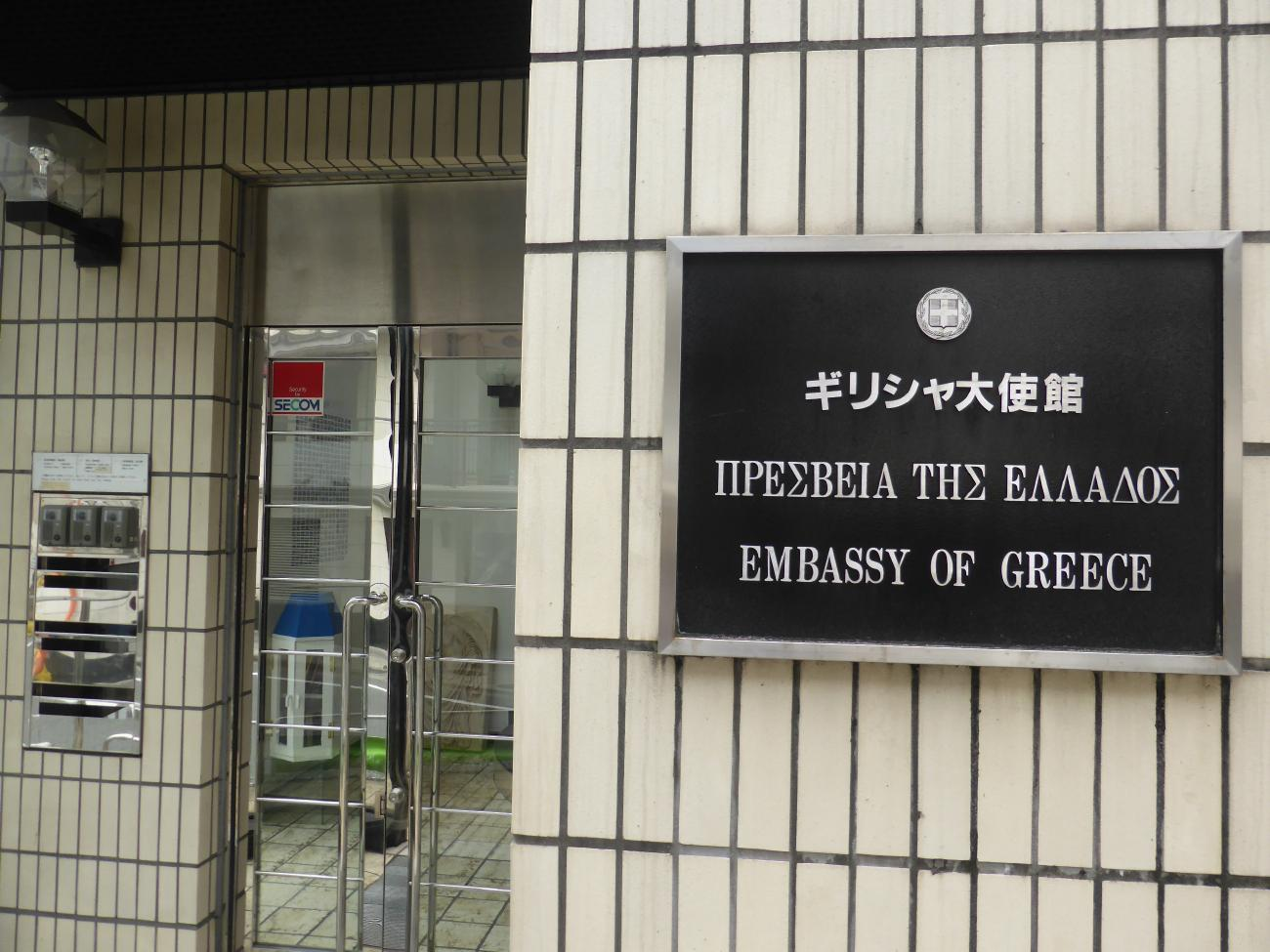
ギリシャ大使館表札

在ギリシャ日本国大使館

## 軍事
ギリシャ軍（ギリシャぐん、ギリシア語: Eλληνικές Ένοπλες Δυνάμεις）は、ギリシャ陸軍、ギリシャ海軍、ギリシャ空軍の3軍で構成されるギリシャ共和国の軍隊。管理・運営はギリシャ国防省が担当している。ギリシャは欧州連合（EU）および北大西洋条約機構（NATO）の加盟国であり、アフガニスタンのISAF、ボスニアとチャドのEUFOR、コソボのKFORなど国際平和維持活動にも積極的に参加している。2021年9月28日には、フランスと二国間相互防衛協定を締結した。

## 地理
ギリシャの国土は4つの地方に分かれる。

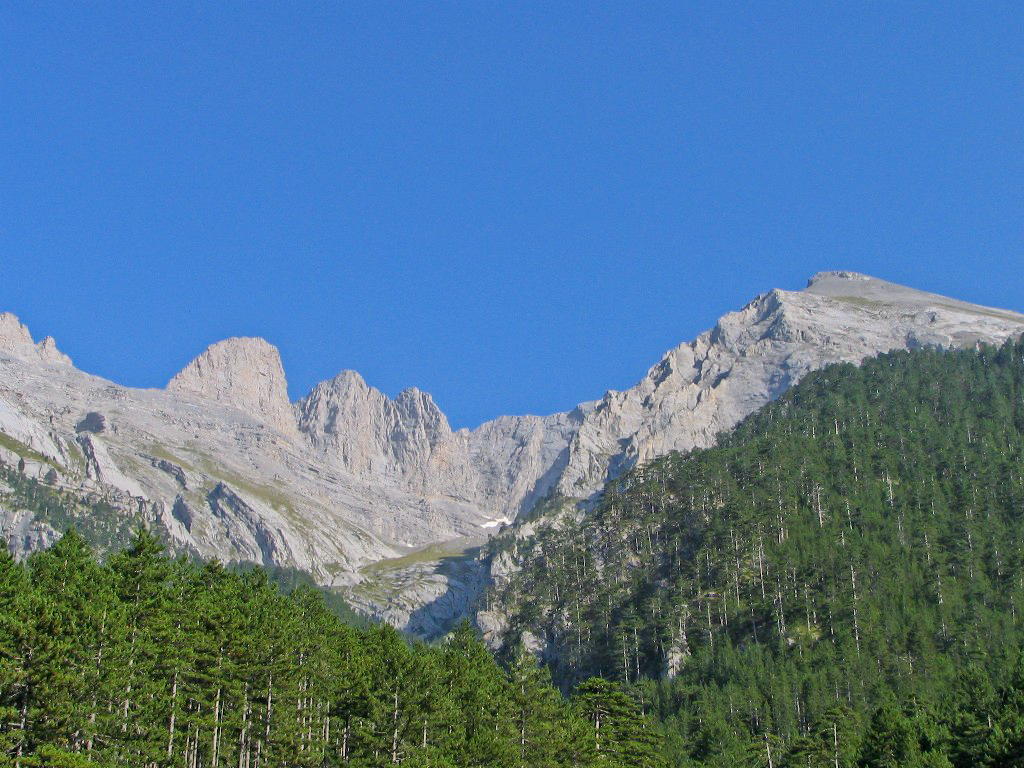
ギリシャ最高峰および神話上のオリュンポス十二神の居所であるオリンポス山

- まず、国土の約2割を占めるエーゲ海を中心とした島嶼である（ギリシャの島の一覧参照）。最大の島はエーゲ海南方に浮かぶクレタ島（8,336km2）、次いでエーゲ海西部と本土の間に横たわるエヴィア島（3,670km2）である。
- 次にコリンティアコス湾とコリントス運河によってほかの地域と区別できる南部のペロポネソス半島である。
- 国土の西海岸線に沿った形で南北に伸びるギリシャ最大の山脈ピンドス山脈は湿潤な西部と乾燥した東部を分かつ。最高峰はスモリカス山（2,637メートル） 。
- 最後に、古代の都市国家を含む中央ギリシャである。

ギリシャの国土は山がちである。ピンドス山脈には2,000メートルを超える峰がいくつもあり、北東のブルガリア国境にはロドピ山脈が東西に伸びる。ギリシャの最高峰オリンポス山（2,917メートル）はどちらの山脈にも属さず、東西、南北とも15キロにわたって広がる独立した山塊となっている。平原からそびえ立ち、山頂に雪を帯びたオリンポス山の姿は古代から神聖視されてきた。

### 気候
ほぼ全土がケッペンの気候区分でいう地中海性気候（Cs）に区分される。したがって、温暖で湿潤な冬季と乾燥し高温の夏季にはっきり分かれる。首都アテネの平均気温は、冬季の1月が10.1°C、夏季の7月では28.0°Cである。年平均降水量は383.8ミリで、これは同じ地中海性気候に分類されるローマの約2分の1と少ない。なお、最北部は山岳地帯であり、冬季に気温が下がる温暖湿潤気候（Cfa）に分類される。

## 地方行政区分

ギリシャのペリフェリア

全土は、13のペリフェリア（地方）、74のペリフェリアキ・エノティタ（県）、325のディモス（市）に区画されている。ギリシャ共和国の主権の下に属する特殊な地域として、修道士による自治が行われているアトス自治修道士共和国（アトス山）がある。
1. アッティカ
2. 中央ギリシャ
3. 中央マケドニア
4. クレタ
5. 東マケドニア・トラキア
6. イピロス
7. イオニア諸島
8. 北エーゲ
9. ペロポネソス
10. 南エーゲ
11. テッサリア
12. 西ギリシャ
13. 西マケドニア

（14）. アトス自治修道士共和国（アトス山）

### 主要都市
|   | 都市         | 地方           | 人口    |
| - | ------------ | -------------- | ------- |
| 1 | アテネ       | アッティカ     | 643,452 |
| 2 | テッサロニキ | 中央マケドニア | 309,617 |
| 3 | パトラ       | 西ギリシャ     | 170,755 |
| 4 | ピレアス     | アッティカ     | 168,151 |
| 5 | イラクリオ   | クレタ         | 149,501 |
| 6 | ラリサ       | テッサリア     | 146,595 |
| 7 | ペリステリ   | アッティカ     | 133,630 |
| 8 | アハルネス   | アッティカ     | 100,857 |

## 経済

1999 - 2010年のギリシャの公債割合およびユーロ圏平均の比較

### 産業
IMFの統計によると、2013年の国内総生産（GDP）は2,418億ドルであり、神奈川県よりやや小さい経済規模である（なお、神奈川県の人口はギリシャの全人口の82％ほどである）。同年の1人あたりの名目GDPは2万1,857ドルであり、世界平均の2倍を越えている。バルカン半島の国家の中では経済的にもっとも豊かな国であり、1人あたりの名目GDPはルーマニアやトルコの約2倍、アルバニアの約5倍である。2008年には1人あたりの名目GDPは3万ドルを超えていたが、近年は不況と財政問題で下落している。
主力産業は農業、鉱業、工業、輸送業（おもに海運業）、観光業。農業では、地中海性気候に合った作物であるオリーブや綿、葉タバコの生産が盛んであるが、小麦やトウモロコシなど主食となる穀物の生産は振るわず、食料を自給できていない。
鉱業では石炭が有力。石炭の統計は品位別に分かれており、低品位でおもに燃料に用いる亜炭・褐炭では世界第4位（6,600万トン）である。マグネシウム鉱にも富み、鉄、ニッケル、ボーキサイト、原油、天然ガスなど、生産量は少ないながら10種類以上の主要鉱物が見られる。
古代から地中海一帯で貿易を展開してきた歴史があるせいか、オナシス家、ニアルコス家、ラティス家、マルチノス家、ロス家、クルクンディス家、リバノス家と海運王が多く、輸送業の中心は船舶であり、船舶保有量は世界第4位の2,870万総トンに及ぶ。一般貨物船は船舶保有量（総トン）の3%と少なく、オイルタンカー、鉱石や穀物用のばら積み船が80%以上を占める。このような比率は船舶保有量上位10か国には見られない特異な傾向である。ギリシャ人船主はパナマ（世界第1位）やキプロス（世界第6位）など税制優遇措置を利用できる国に自らの船を登録することも多く、実態を反映していない可能性がある。ギリシャには輸出できる製品が少ないため、貿易赤字が続いている。

### 農業

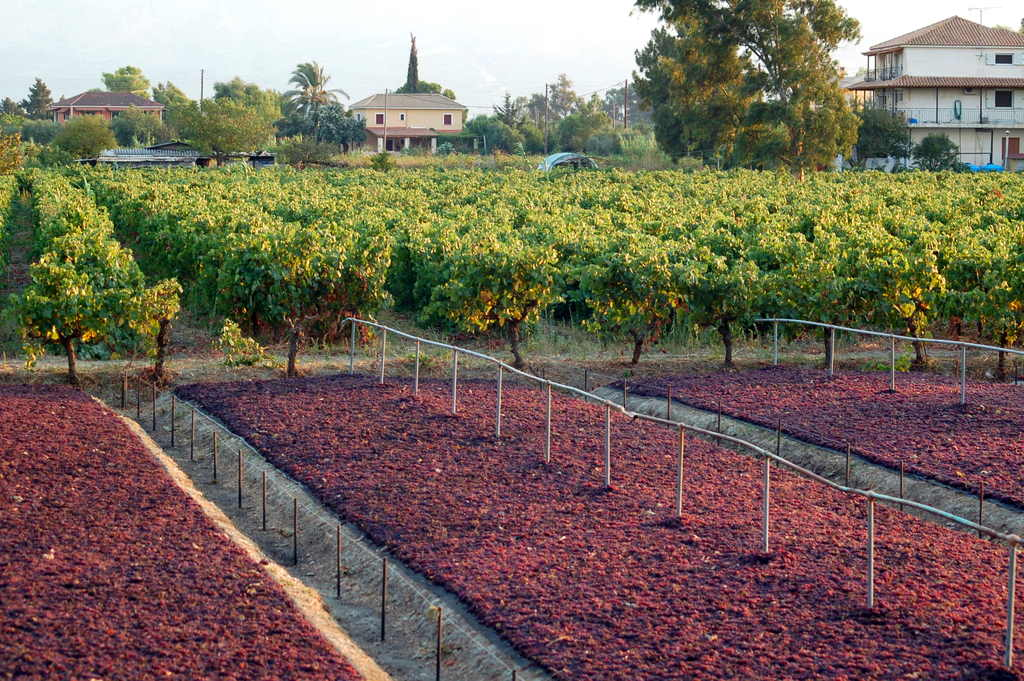
天日干しされるザンテ・カランツ（レーズンの一種。ザキントス島にて）

綿花やピスタチオ（2021年度7200トン）の生産量は欧州連合加盟国トップ、オリーブ（2021年度300万トン）は2位、イチジク（2022年度8400トン）やスイカ（2022年度44万トン）は3位、アーモンド（2022年度4万トン）は4位である。GDPの3.8%、労働力の12%を農業分野が占める。
EUの共通農業政策によって農業インフラが改善され、収量も増加したことでギリシャの農業は大きな恩恵を受けている。

### 観光業

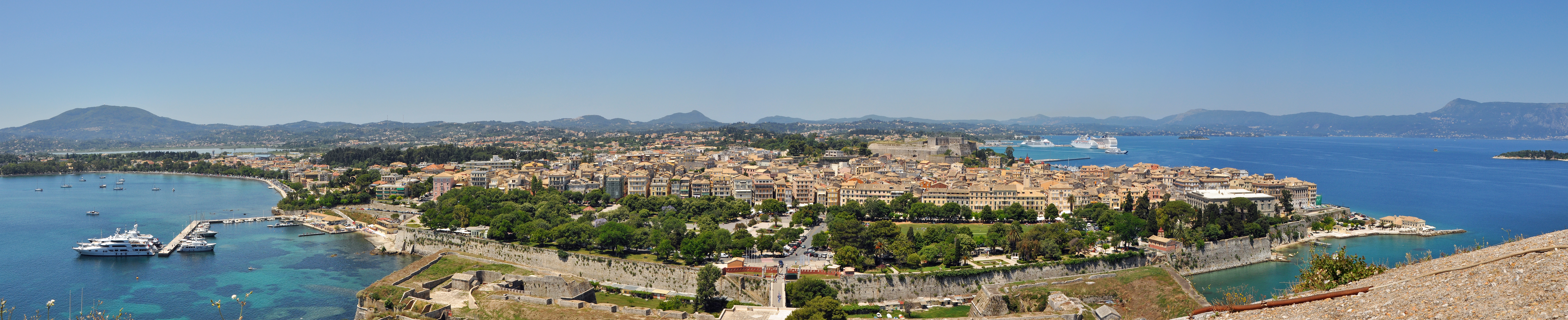
世界遺産のケルキラ旧市街

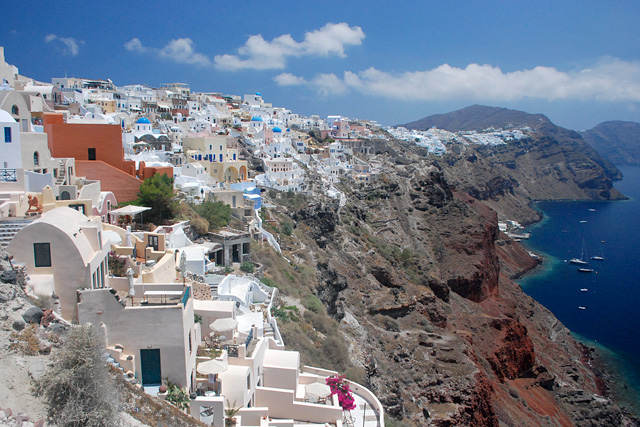
サントリーニ島

数多くの古代ギリシャや東ローマ時代の遺跡・遺構、エーゲ海の風光明媚な島々などの観光資源も多く、観光も重要な産業となっており、海運業、移民からの送金と観光業でギリシャの3大収入源となっている。アテネオリンピックが開催された2004年の時点でギリシャ総労働者数の16,5%、約66万件が何らかの形で観光業に携わっており、さらにそれまでギリシャ観光を統括していたギリシャ政府観光局の上の組織として観光省が新設された。

### エネルギー

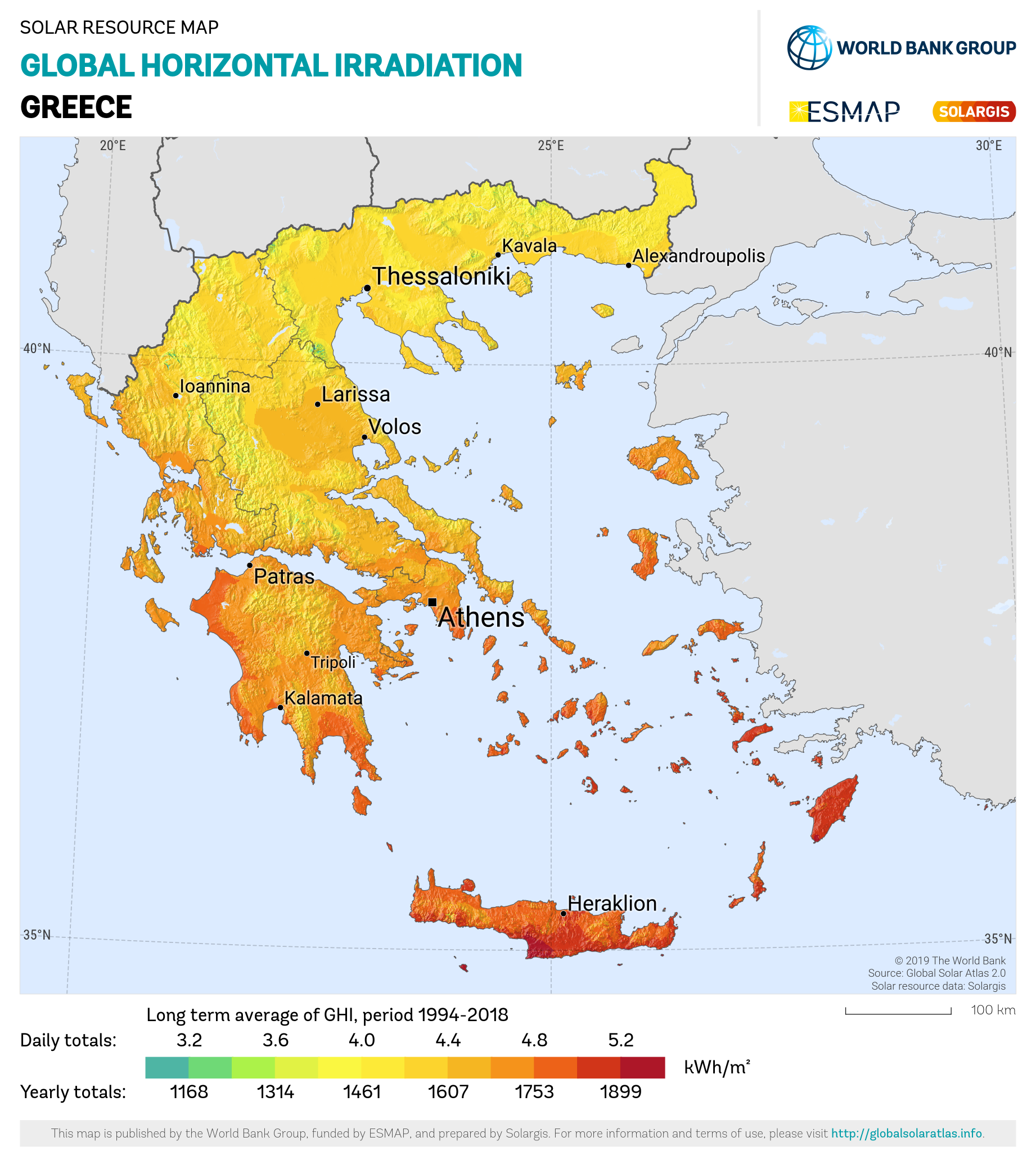
太陽光発電のポテンシャルを持つ地域を示した地図

国営のギリシャ電力公社 (PPC) が総発電量の75%（2021年）を担う。総発電量に占める再生可能エネルギーの割合は2022年現在で46%と、2011年の11%から急速に伸びている。このうち風力が22%、太陽光が14%、水力が9%を占める。民間のエネルギー企業も増加している。原子力発電所はない。

### 貿易

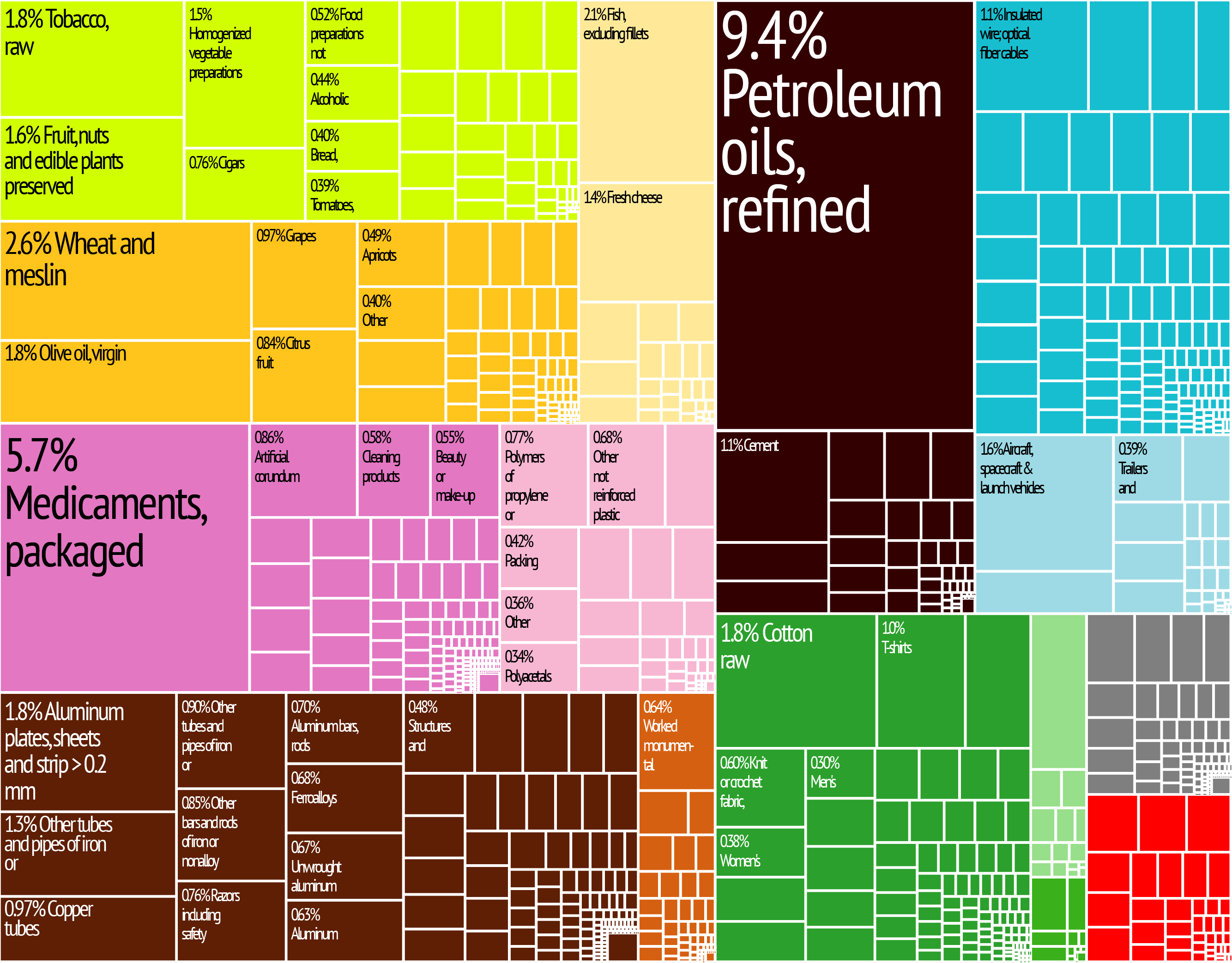
色と面積で示したギリシャの輸出品目

100億ドルの輸出に対し、輸入は300億ドルであり、慢性的な貿易赤字が続いている。しかしながら、輸送業、観光業などによって貿易赤字をほぼ充当できている。主要輸出品目は、衣料、果実、石油製品である。これらに次いでアルミニウムの輸出が多いことが特徴である。主要輸出相手国は、ドイツ、イタリア、イギリス。主要輸入品目は、原油、機械類、電気機械である。主要輸入相手国はドイツ、イタリア、フランス。
日本との貿易関係は、日本に対してナフサ、葉タバコ、貴金属製品を輸出し、乗用車、タンカー、貨物船を輸入するというものである。このことから、ギリシャの石油化学工業や軽工業が機能しており、輸送業に必要な船舶を自前で調達していることが分かる。なお大理石の輸出も日本への輸出額の4.2%を占めている。

## 交通
1980年代に入ると、ギリシャの道路、鉄道はかなりの部分が近代化された。この中での重要な箇所にはギリシャ北西部（イグメニツァ）とギリシャ北東部を結ぶギリシャのエグナシア・ハイウェイ (en) が含まれている。リオン・アンティリオン橋（ヨーロッパでもっとも長い斜張橋、総距離は2,252メートル）は中央ギリシャのアンティリオン (en) とペロポネソス半島のリオン (en) （パトラから7キロ）を結んでいる。ペロポネソス半島西部のピルゴス (en) へ続く、パトラ・アテネ高速道路の延長は2025年完成予定である。
首都であるアテネの都市圏では2001年に新たにアテネ国際空港が開港し、さらに郊外を走る新たな民間の高速道路であるアッティキ・ハイウェイ (en) が2001年に開通した。そして2000年以降、アテネ地下鉄が拡張された。
ギリシャの島嶼部と主要都市の多くはギリシャの2大航空会社、オリンピック航空とエーゲ航空によって結ばれている。航路は水中翼船、カタマラン（双胴船）を含む最新の高速船で運航されている。ほかのヨーロッパ諸国では重要な位置を占めている鉄道はギリシャでは主要地位ではない。しかし、アテネオリンピックを契機に近郊鉄道プロアスティアコスがアテネ都市圏に新たに開設される、ギリシャ国鉄のアテネ駅とテッサロニキ新駅間の幹線路線も複線電化されるなど、鉄道インフラのスクラップアンドビルドが斬新的に進められている。

かつてはアテネやテッサロニキからほかのヨーロッパ諸国、バルカン諸国、トルコへ直通する列車が運行されていたが、2010年欧州ソブリン危機により国鉄の経営が圧迫されたため、国際列車が全面運休となったこともある。その後、限定的な運行が再開され、2014年夏ダイヤではテッサロニキ新駅よりブルガリアとマケドニア・セルビア方面の一部列車が運行している。また、ペロポネソス半島内の鉄道路線（ペロポネソス狭軌鉄道）は、改軌されたプロアスティアコスの路線など一部を除き、2014年現在、全面運休が続いている。

## 国民

ギリシャの人口ピラミッド

ギリシャの公式統計機関であるギリシャ国立統計局（NSSG）の発表によれば、2021年のギリシャの全人口は1048万2487人である。内訳は男性512万5977人、女性535万6510人であった。
2013年の合計特殊出生率は1.30人と、少子高齢化が進む。2003年の出生率は1,000人に対して9.5人（1981年は1,000人に対して14.5人）であった。同時に死亡率は1981年の1,000人に対して8.9%であったのが、2003年には1,000人に対して9.6%と増加している。2001年の時点で65歳以上の高齢者は16.71%、15歳から64歳までが68.12%、14歳以下が15.18%であった。
ギリシャ社会は時を経るとともに急激に変化した。婚姻率は1981年の1,000人に対して71%から2002年まで低下し続けていたが、2003年にはわずかに増加して61%となったものの、2004年、再び低下して51%となった。一方で離婚率は増加しており、1991年の時点で1,000組に対して191.12件であったが、2004年には1,000組に対して239.5組となっている。ギリシャ人のほぼ3分の2が市街地に居住しており、2001年のギリシャ最大自治体はアテネ、テッサロニキ、ピレウス、パトラ、イラクリオン、ラリサ、ヴォロスであった。

### 民族
| ギリシャの民族構成 | ギリシャの民族構成 | ギリシャの民族構成 | ギリシャの民族構成 | ギリシャの民族構成 |
| ------------------ | ------------------ | ------------------ | ------------------ | ------------------ |
|                    |                    |                    |                    |                    |
| ギリシャ人         | ギリシャ人         |                    | 98%                | 98%                |
| トルコ人           | トルコ人           |                    | 1%                 | 1%                 |
| その他             | その他             |                    | 1%                 | 1%                 |

ギリシャ人が98%、ほかにアルーマニア人、トルコ系、ユダヤ系、アルバニア人。

### 言語

現代ギリシア語方言の分布

主たる言語はギリシア語であり、北部と南部とで方言がある。北方国境ではスラヴ諸語話者もいる。

### 人名・婚姻
ギリシャ人は長男に父方の祖父の名をつけるなどの習慣があるが、姓が普及したのは、有力貴族が成長してきた9世紀の東ローマ帝国時代以降のことである。婚姻の際に姓が変わることはない（夫婦別姓）が、社会的な関係においては、配偶者が同意した場合のみ配偶者の姓を用いる、あるいはその姓に自己の姓を付加して使用することが認められている。

### 宗教
| ギリシャの宗教（2017年） | ギリシャの宗教（2017年） | ギリシャの宗教（2017年） | ギリシャの宗教（2017年） | ギリシャの宗教（2017年） |
| ------------------------ | ------------------------ | ------------------------ | ------------------------ | ------------------------ |
|                          |                          |                          |                          |                          |
| 東方正教会               | 東方正教会               |                          | 90%                      | 90%                      |
| その他キリスト教         | その他キリスト教         |                          | 3%                       | 3%                       |
| 無宗教                   | 無宗教                   |                          | 4%                       | 4%                       |
| イスラム教               | イスラム教               |                          | 2%                       | 2%                       |
| その他                   | その他                   |                          | 1%                       | 1%                       |

主たる宗教は、キリスト教正教会に属するアテネ大主教の管掌下にあるギリシャ正教会である。ただし、クレタ島とアトス山だけはコンスタンディヌーポリ総主教庁の管轄下にある。少数派としてはイスラム教やカトリックのほか、ネオペイガニズム運動のひとつとして古代ギリシア神話の神々を信仰する「ギリシア多神教復興運動」が存在する。

### 保健
平均寿命は81.4歳。かつてはユニバーサルヘルスケアが実現されていたが、国家経済破綻のため2013年には加入率79.9%に転落し、長期失業者や保険に加入しない自営業者が発生した。

## 社会

### 国外への移民

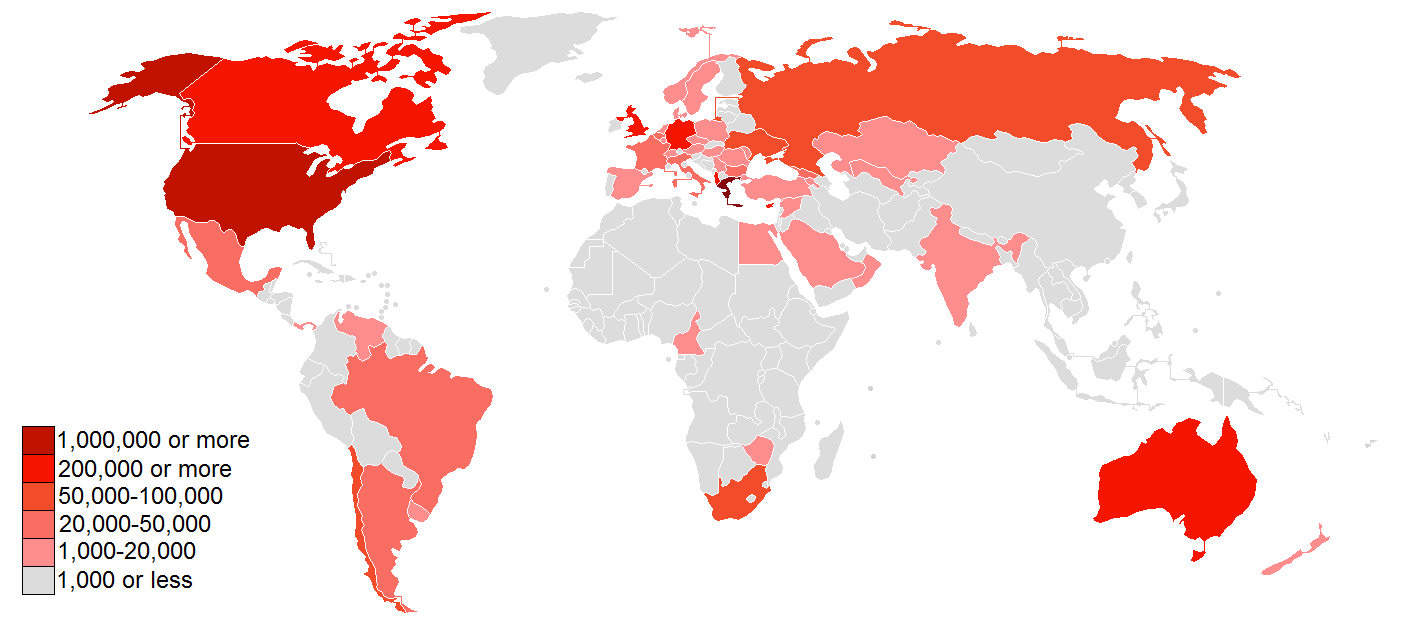
ギリシャ人移住者数上位50箇国

19世紀末から20世紀を通じて、何百万人ものギリシャ人がアメリカ合衆国、オーストラリア、カナダ、イギリス、ドイツなどへ移住し、各地でギリシャ移民らは成功を収めた。特にオーストラリアのメルボルンには、ギリシャ人移民が多く、その数はギリシャ国内のアテネ（75万人）、テッサロニキ（32万人）に次ぐ。
この海外移住傾向は1980年代以降、ギリシャ経済の重要な改善のあと収まりつつあったが、2010年からのギリシャの経済危機により、再び海外への移民が増えている。

## 治安
ギリシャは欧州でかつて「比較的治安の良好な国」と評されていたが、経済状況の悪化や失業率の増加などから労働組合などによるデモならびストライキが多発している他、不法移民などによる犯罪も発生しており、非常に不安定な状況に陥っている。
特に都市部の地下鉄や観光地では、スリなどの被害が多発していることや荷物の窃盗（液体をかけたり声をかけて気をそらせ、荷物を盗む手口）事案の多さから最大限の注意が必要とされている。
傍らで汚職問題も深刻なものとなっており、ギリシャ市民が公務員や民間企業に賄賂を贈る行為「ファケラキ」が問題視されている。

### 治安維持
現地警察をはじめ、憲兵隊と国境警備隊ならび特別警察（かつては都市警察が担当）が主体となっている。

### 人権

#### 国内への移民
ギリシャ国内には外国人の移民もいるが、彼らは正式な書類を持たない不法移民が多い。ギリシャでは人種差別的な攻撃に関して有罪判決が下ることはほとんどなく、人種差別が横行している。ギリシャの経済危機があってから、彼ら移民はギリシャ人の不満のはけ口にされており、特に攻撃にさらされている。
ギリシャ当局も不法移民には厳しい態度で当たっており、国連難民高等弁務官事務所によれば、ギリシャの警察は海上で不法入国をする難民を乗せた船を見かけた場合、移民を乗せた船を引っ張ってトルコなどに「押し戻す」行為が行われているという。これにより船が転覆、死亡する者も出ているが、ギリシャはこれを否定している。
また、不法移民を収容する施設は過密状態で不衛生であり、さらに勾留期限は無期限となっている。

## メディア
- ギリシア語のテレビチャンネル一覧（英語版）
- ギリシアのラジオ放送局一覧（英語版）
- ギリシアの雑誌一覧（英語版）
- ギリシアの新聞一覧（英語版）

## 文化

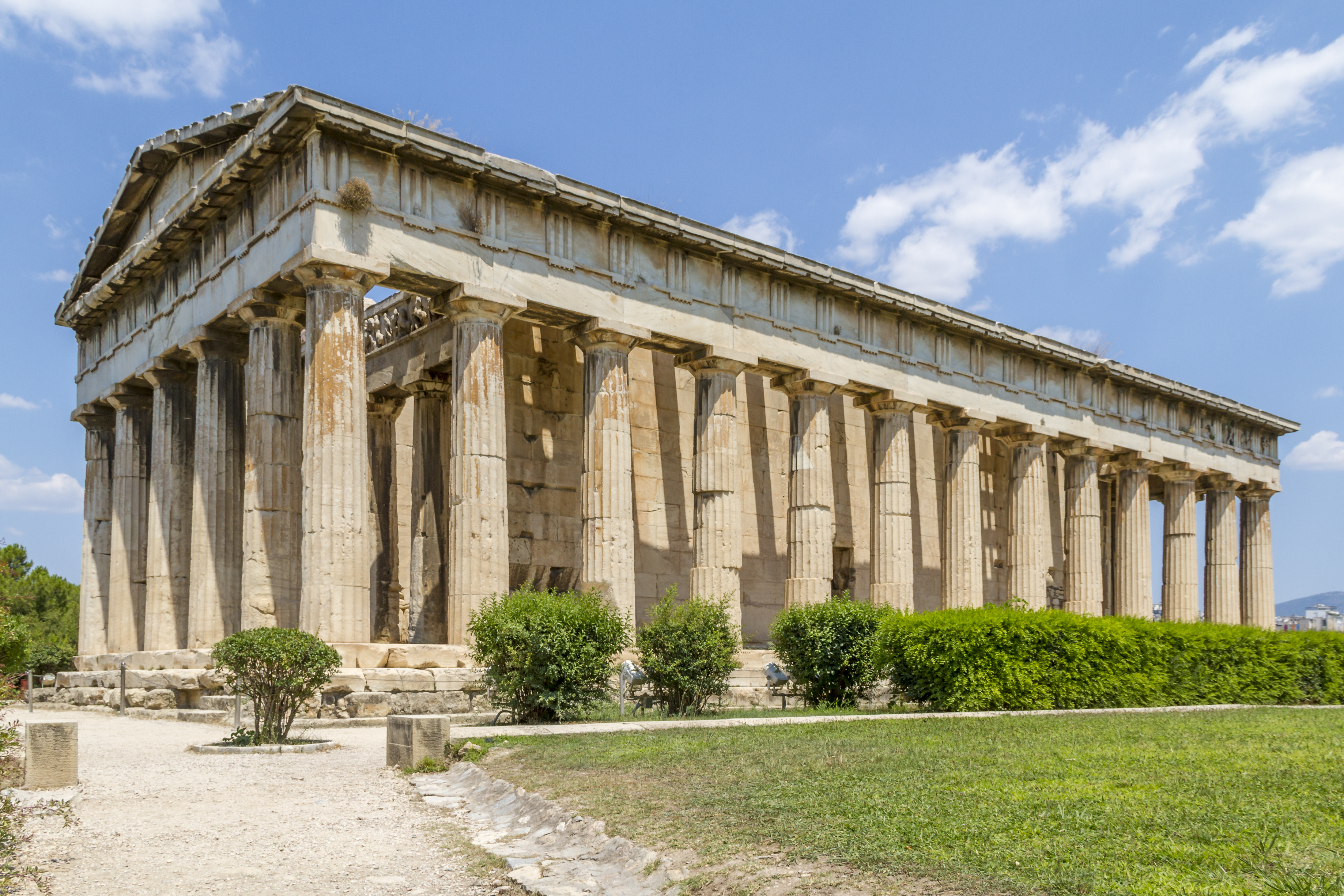
アテネのヘーパイストス神殿

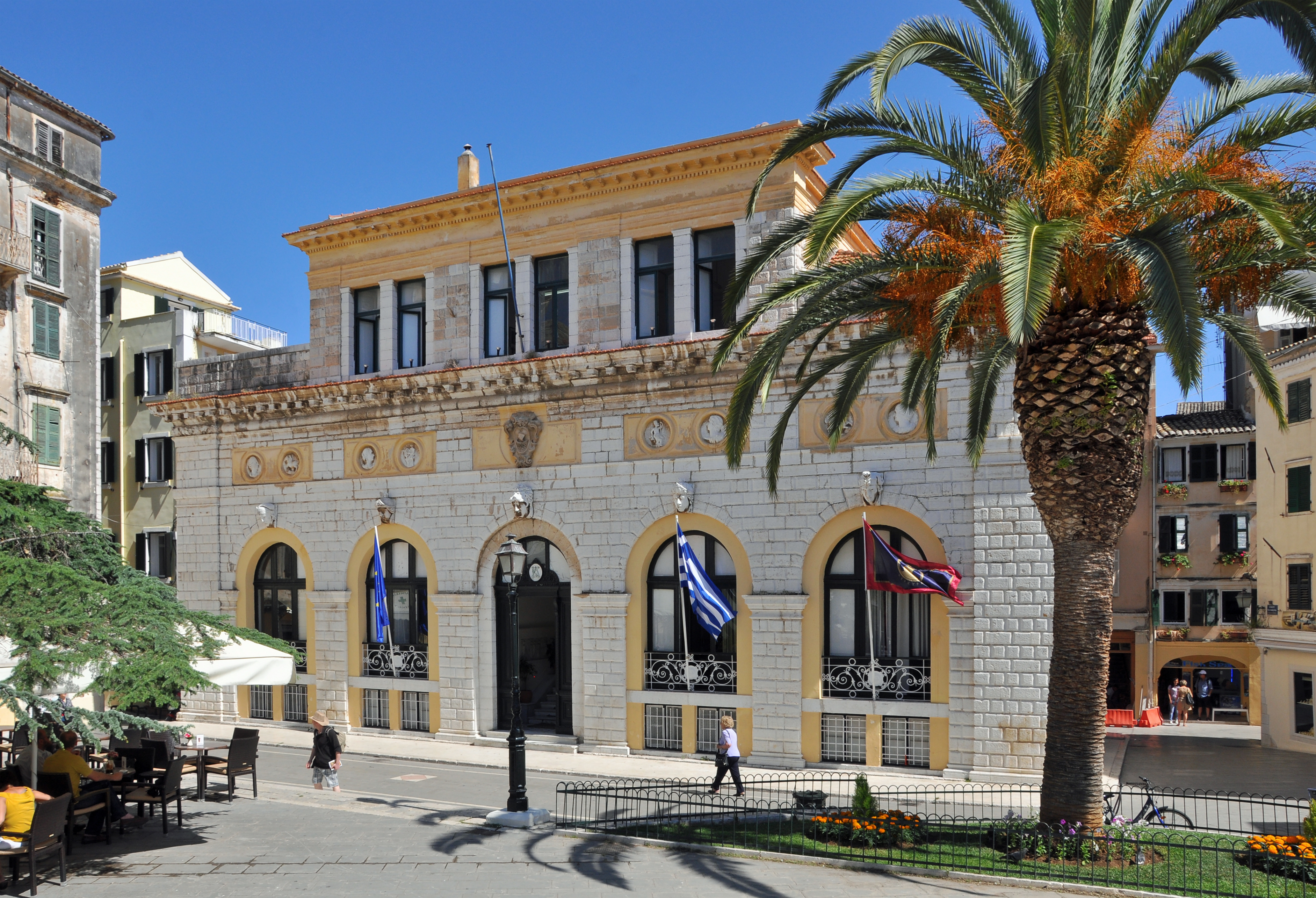
現代ギリシャ初の劇場及びオペラハウスであるNobile Teatro di San Giacomo di Corfù

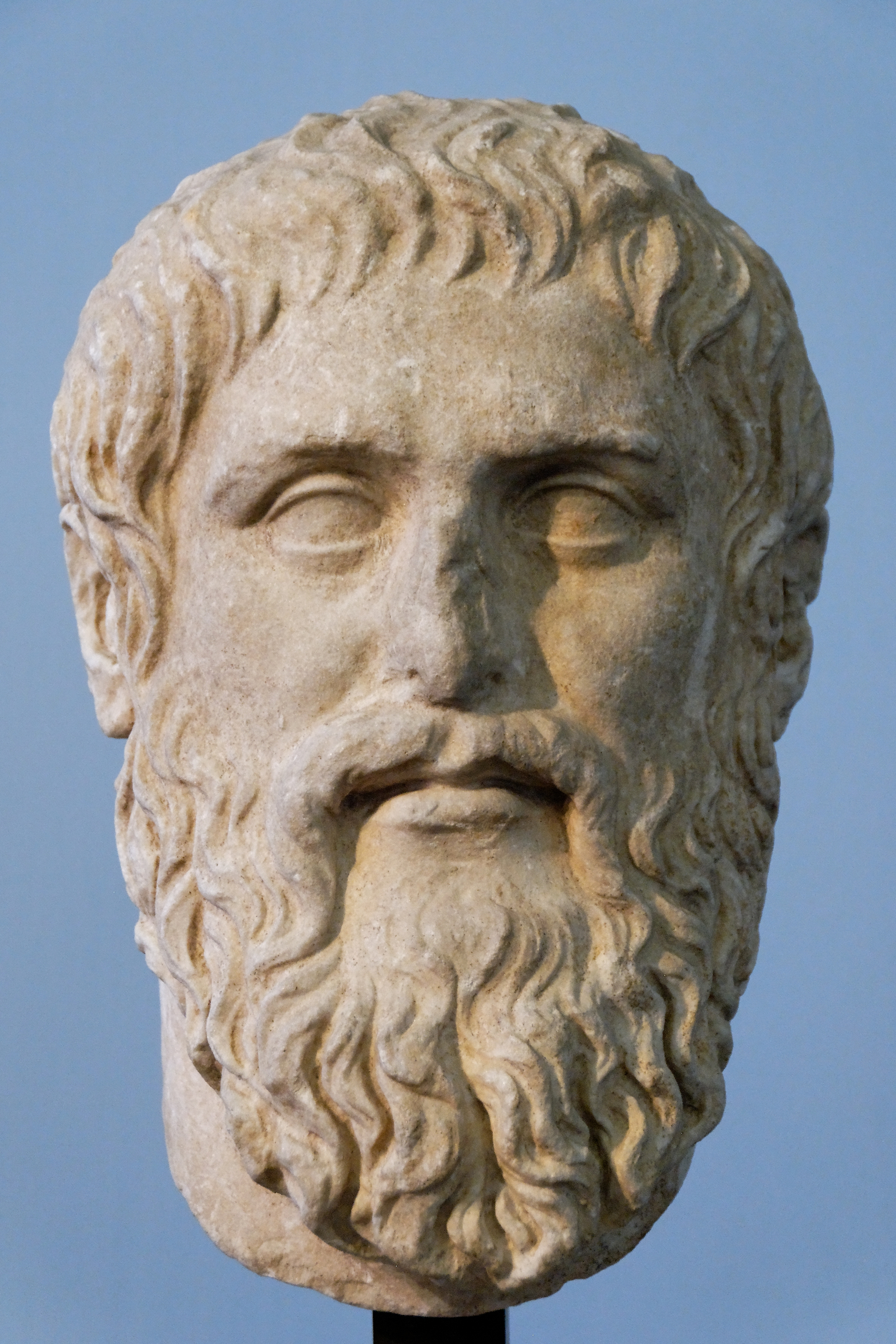
プラトン。「全欧州哲学史はプラトン哲学に対する膨大な注釈に過ぎない」（アルフレッド・ノース・ホワイトヘッド、Process and Reality、1929年）

紀元前からギリシャは哲学や文化、芸術にさまざまな影響を与えてきた。その影響力の大きさから、ギリシャは「ヨーロッパ文化のゆりかご」と称されることもある。

### 食文化
ギリシャの料理は地中海料理であるが、西方のイタリア料理のみならずトルコ料理やレバノン料理などの東方の地中海料理との共通点も多い。これは、東ローマ帝国やオスマン帝国といった歴史に由来する。
新大陸に原産地とされて以降食として加えられるトマトや他の野菜を多彩に使用する点が特徴とされているが、これは一定期間肉食を禁じられるというギリシャ正教会における戒律にある。また地中海に面するため、タコやイカ、そして魚介類なども使用する。ギリシャの代表的な料理として、タラモサラタやムサカ、ピキリア、ドルマなどがある。
ギリシャ料理は2010年に、イタリア料理やスペイン料理、モロッコ料理とともに『地中海の食事』としてユネスコの無形文化遺産に登録されている。

### 音楽

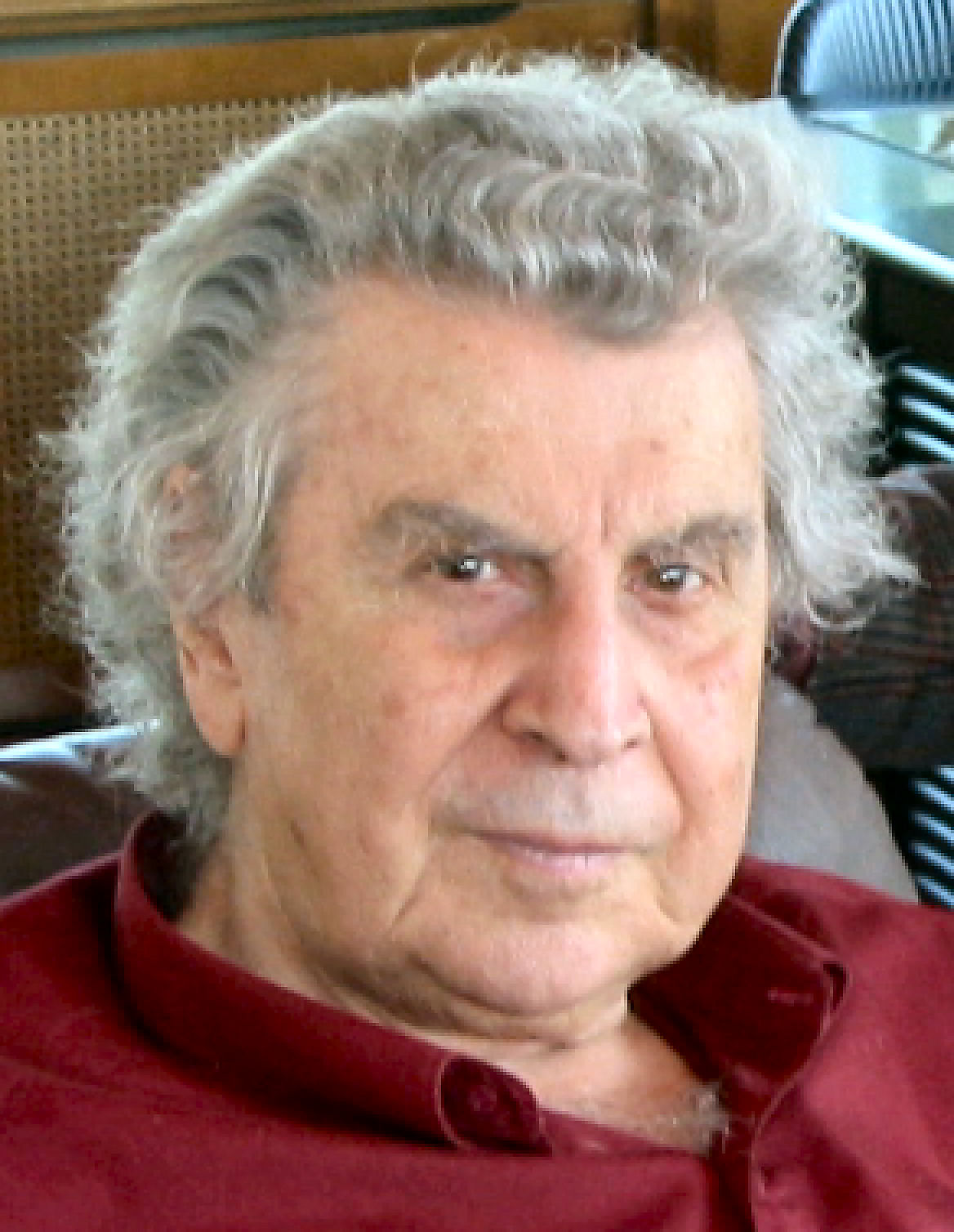
ミキス・テオドラキス

ギリシャの声楽の歴史は、娯楽や祝祭、祭事の折に男女混合の合唱団がパフォーマンスを行った古代に起源する。楽器としてはダブルリードのアウロスや弦楽器のリラ、キタラなどがあった。音楽は教育の重要な要素でもあり、男子は6歳になると音楽を教授された。後年にはローマ帝国や中東、ビザンティン帝国もギリシャ音楽に影響をおよぼした。
西欧でポリフォニーの新しい技術が開花してのちも東方正教会がそれに抵抗したため、ビザンティン音楽は伴奏の一切ないモノフォニーの音楽であり続けた。その結果、ギリシャ人の聖歌隊員によるいくつかの試みはあったものの、ビザンティン音楽は西欧でみられたような芸術の自由な発展から取り残されることとなった。
ビザンティン聖歌や音楽とならんで、ギリシャ人はアクリティックとクレフティックの2種に大別される民謡（デモティコ）を発展させた。9世紀から10世紀に登場したアクリティックは、ビザンティン帝国のアクリテス（辺境防衛の兵士）の人生や苦難をうたったもので、代表的な作品にディゲネス・アクリタスがある。一方、クレフティックはビザンティン帝国後期からギリシャ独立戦争の時期に成立したもので、恋歌や結婚の歌、亡命の歌、人生の歌、歴史にちなんだ歌などテーマは多岐にわたる。
近代のポピュラー音楽の発展には、イオニア諸島のセレナーデが影響を与えた。20世紀初頭、ギリシャの作曲家はイオニア諸島の様式から音楽の要素を受け継いだ。1870年から1930年にかけて、最も流行したのはいわゆるアテネ風セレナーデで、レヴューやオペレッタ、夜想曲がアテネの劇場シーンを席巻した。
西欧のクラシック音楽も、西欧諸国に統治されていたイオニア諸島を通してギリシャ本土にもたらされた。1815年にはイオニア諸島に、ギリシャではじめての近代的なクラシック音楽の学校が開校した。ギリシャ人のクラシック音楽家にはニコラオス・マンツァロス、スピリドン・シンダス、スピリドン・サマラス、パヴロス・カラーなどがいる。マノリス・カロミリスは、ギリシャ国立音楽院の創設者とされている。
20世紀に入るとアヴァンギャルドや近代音楽の影響を受け、ヤニス・クセナキス、ニコス・スカルコッタス、ディミトリ・ミトロプーロスといった音楽家が台頭、国際的な注目を集めた。ミキス・テオドラキス、マノス・ハジダキス、エレニ・カラインドルー、ヴァンゲリス、デミス・ルソスらがこれに続き、また『その男ゾルバ』や『セルピコ』、『日曜はダメよ』、『アメリカ アメリカ』、『永遠と一日』、『炎のランナー』、『ブレードランナー』などの映画音楽も脚光を浴びた。映画音楽の作曲で知られるヤニーやベイジル・ポールドゥリスは、ギリシャ系アメリカ人である。そのほか、20世紀から21世紀に活躍したオペラ歌手やクラシック音楽家としてマリア・カラス、ナナ・ムスクーリ、マリオ・フラングリス、レオニダス・カヴァコス、ディミトリス・スグロスなどが挙げられる。
1967年から1974年まで続いたギリシャ軍事政権時代、ミキス・テオドラキスの音楽は禁止され、作曲家は投獄されるか国内避難民となり、あるいは収容所に入れられたが、国際的な批判をうけて、最終的には亡命が認められた。ポルというバンドが軍事政権時代にリリースした Make Love、Stop the Gunfireなどの楽曲は、ギリシャのロック音楽における最初の反戦歌とされる。
ギリシャは1974年からユーロビジョン・ソング・コンテストに参加しており、2005年の大会ではギリシャ系スウェーデン人の歌手エレナ・パパリズが My Number One を歌って優勝を果たした。その結果、翌年の大会はアテネで開催された。

### 映画

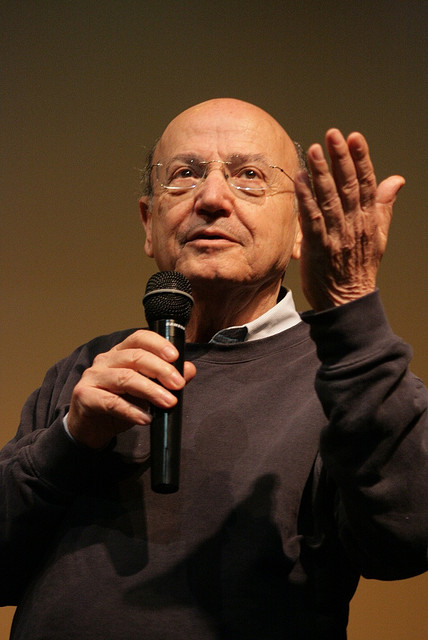
テオ・アンゲロプロス

ギリシャではじめて映画が上映されたのは1896年のことだが、初の映画館は1907年にアテネで開業した。1914年にはアスティ映画社が設立され、長編映画の制作を開始した。1931年公開のオレスティス・ラスコス監督の映画『ダフネとクロエ』は、欧州ではじめてヌードシーンを含んだ映画のひとつで、ギリシャ映画としてはじめて国外でも上映された。1944年には、カティーナ・パクシヌーが『誰が為に鐘は鳴る』の演技でアカデミー助演女優賞を受賞した。
1950年代から1960年代初頭は、ギリシャ映画の「黄金時代」とされる。ギオルゴス・ツァヴェラス、イレーネ・パパス、メリナ・メルクーリ、マイケル・カコヤニス、アレコス・サケラリオス、ニコス・ツィフォロス、ヤコボス・カンバネリス、カティーナ・パクシヌー、ニコス・クンドゥロス、エリエ・ランベティなど、この時代の映画監督や俳優は国内外で高く評価された。年間60本以上の映画が制作されたが、その大部分はノワール映画の要素を含んでいた。有名な作品として The Drunkard（1950年、ギオルゴス・ツァヴェラス監督）、The Counterfeit Coin（1955年、ギオルゴス・ツァヴェラス監督）、Πικρό Ψωμί（1951年、グリゴリス・グリゴリウ監督）、The Ogre of Athens（1956年、ニコス・クンドゥロス監督）、Stella（1955年、カコヤニス監督、カンパネリス脚本）、Woe to the Young（1961年、アレコス・サケラリオス監督）、Glory Sky（1962年、タキス・カネロプロス監督）、『夜霧のしのび逢い』（1963年、ヴァシリス・ゲオルギアディス監督）などがある。カコヤニス監督の映画『その男ゾルバ」』は、アンソニー・クイン主演で第37回アカデミー賞3部門を受賞した。
1970年代から1980年代にはテオ・アンゲロプロスの作品が注目され、『永遠と一日』は1998年の第51回カンヌ国際映画祭でパルムドールを受賞した。
ギリシャ系のディアスポラにも、フランスのコスタ＝ガヴラスやアメリカ合衆国のエリア・カザン、ジョン・カサヴェテス、アレクサンダー・ペインなど、国際的に著名な映画関係者が多い。ヨルゴス・ランティモスの作品は、アカデミー賞に6回ノミネートされている。

### 美術

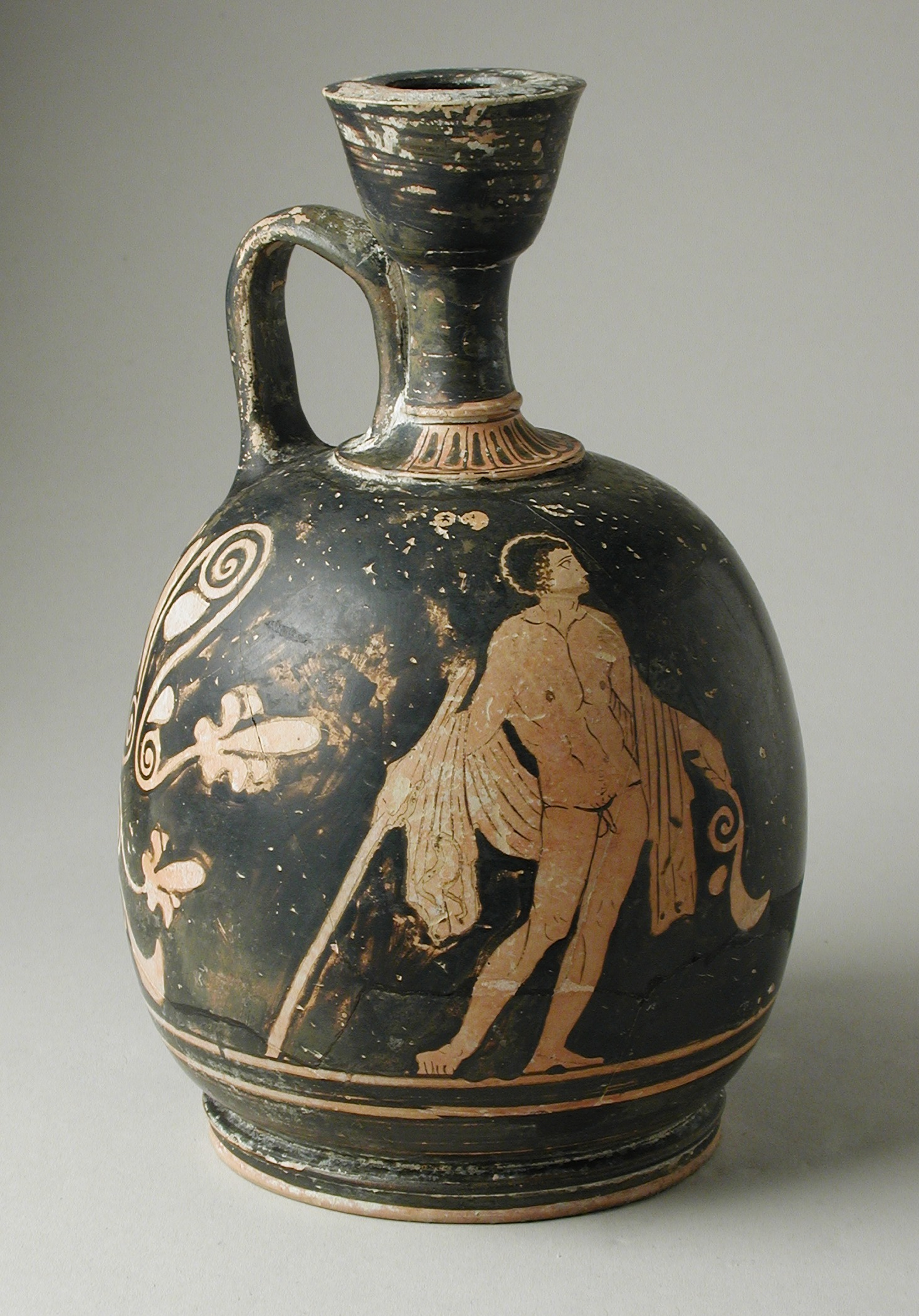
レキトスの種類の一つ。低重心型の胴と腰が特徴的となっている。

古代ギリシャの陶芸品の一つにはレキトスと呼ばれる、壷や甕の形状をした炻器が知られている。

### 被服・ファッション

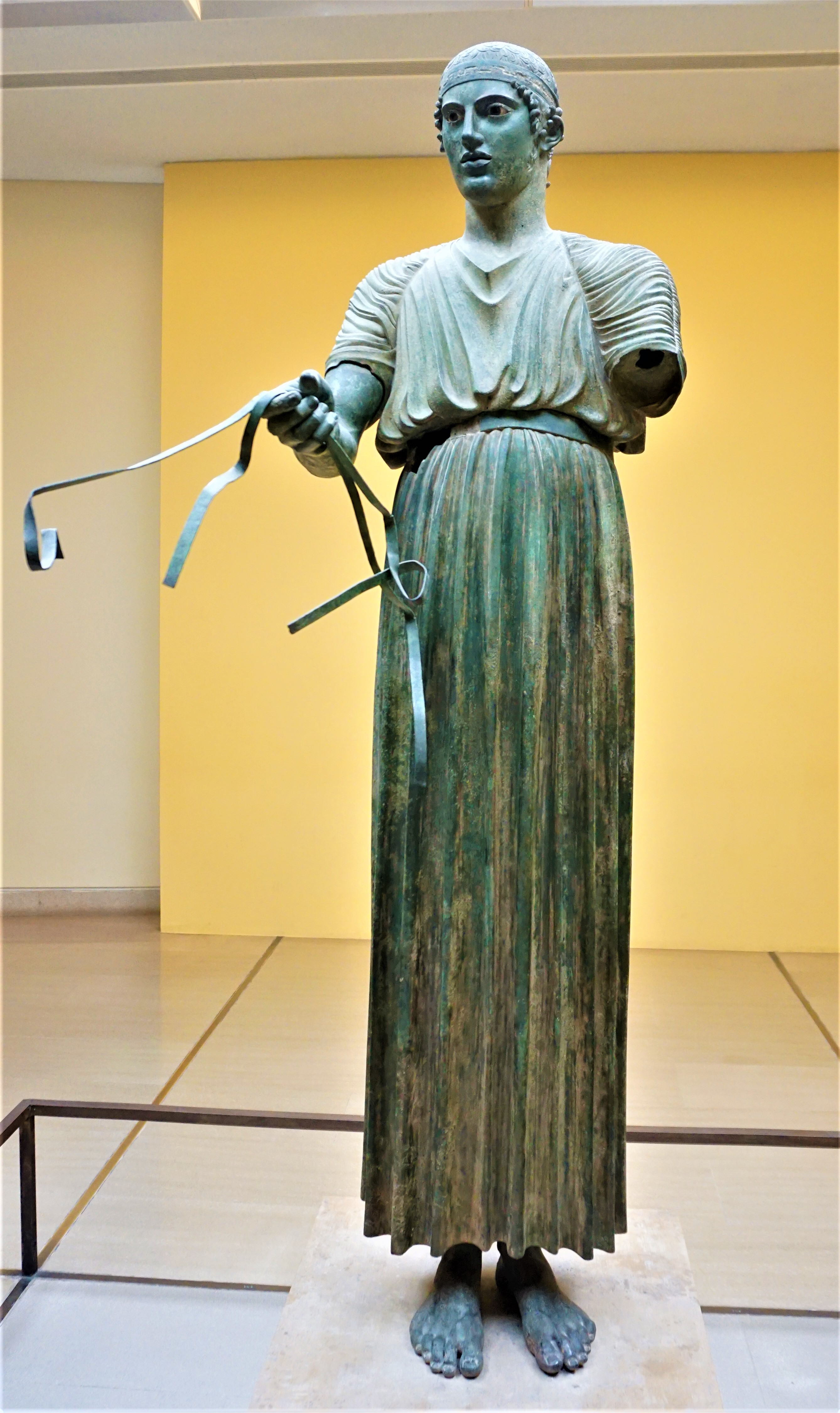
キトンを着用した、デルフィの御者の像。

ギリシャの伝統衣装にはキトンやフスタネーラが代表される。

### 世界遺産
ギリシャ国内には、ユネスコの世界遺産リストに登録された文化遺産は15件、複合遺産は2件の全17件が存在する。

### 祝祭日
| 日付     | 日本語表記         | ギリシア語表記              | 備考                                    |
| -------- | ------------------ | --------------------------- | --------------------------------------- |
| 1月1日   | 元日               | Πρωτοχρονιά                 |                                         |
| 1月6日   | 神現祭             | Αγια Θεοφάνεια              |                                         |
| 移動祝日 | 聖灰月曜日         | Καθαρά Δευτέρα              | 復活祭41日前                            |
| 3月25日  | 独立記念日         | Ευαγγελισμός / Εθνική εορτή |                                         |
| 移動祝日 | 聖大金曜日         | Μεγάλη Παρασκευή            | 復活祭前金曜日                          |
| 移動祝日 | 聖大土曜日         | Μεγάλο Σάββατο              | 復活祭前土曜日                          |
| 移動祝日 | 復活大祭           | Πάσχα                       | 春分後の満月の次の日曜日                |
| 移動祝日 | 復活祭翌月曜日     | Δευτέρα του Πάσχα           |                                         |
| 5月1日   | メーデー           | Εργατική Πρωτομαγιά         |                                         |
| 移動祝日 | 聖神降臨祭翌月曜日 | Δευτέρα του Αγίου Πνεύματος |                                         |
| 8月15日  | 生神女就寝祭       | Κοίμησις Θεοτόκου           |                                         |
| 10月28日 | 参戦記念日         | To "΄Οχι"                   | 対伊国土通過拒否の日 (Επέτειος του Όχι) |
| 12月25日 | 主の降誕祭         | Χριστούγεννα                |                                         |
| 12月26日 | 生神女のシナクシス | Σύναξις Θεοτόκου            |                                         |

## スポーツ

### オリンピック

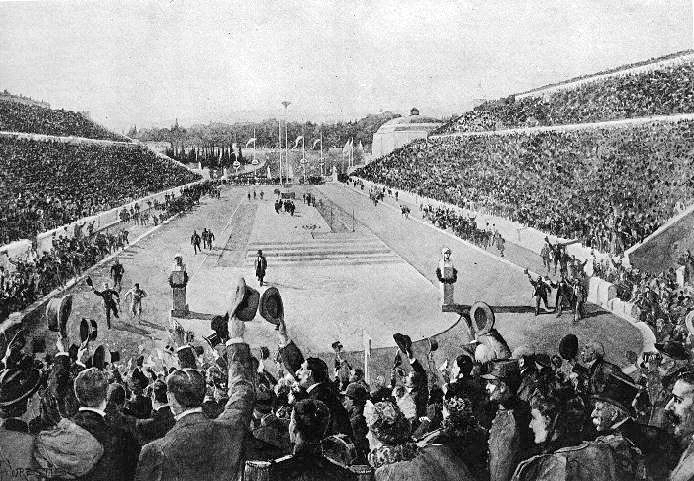
第1回近代オリンピックである1896年のアテネ大会

ギリシャは古代オリンピック発祥の地である。そのためギリシャ選手団は近代オリンピックの開会式で常に1番目に入場する。ギリシャではこれまでに第1回大会の1896年アテネオリンピックと、108年ぶり2度目の開催となった第28回大会の2004年アテネオリンピックが行われた。冬季オリンピックの開催経験は1度もない。

### サッカー

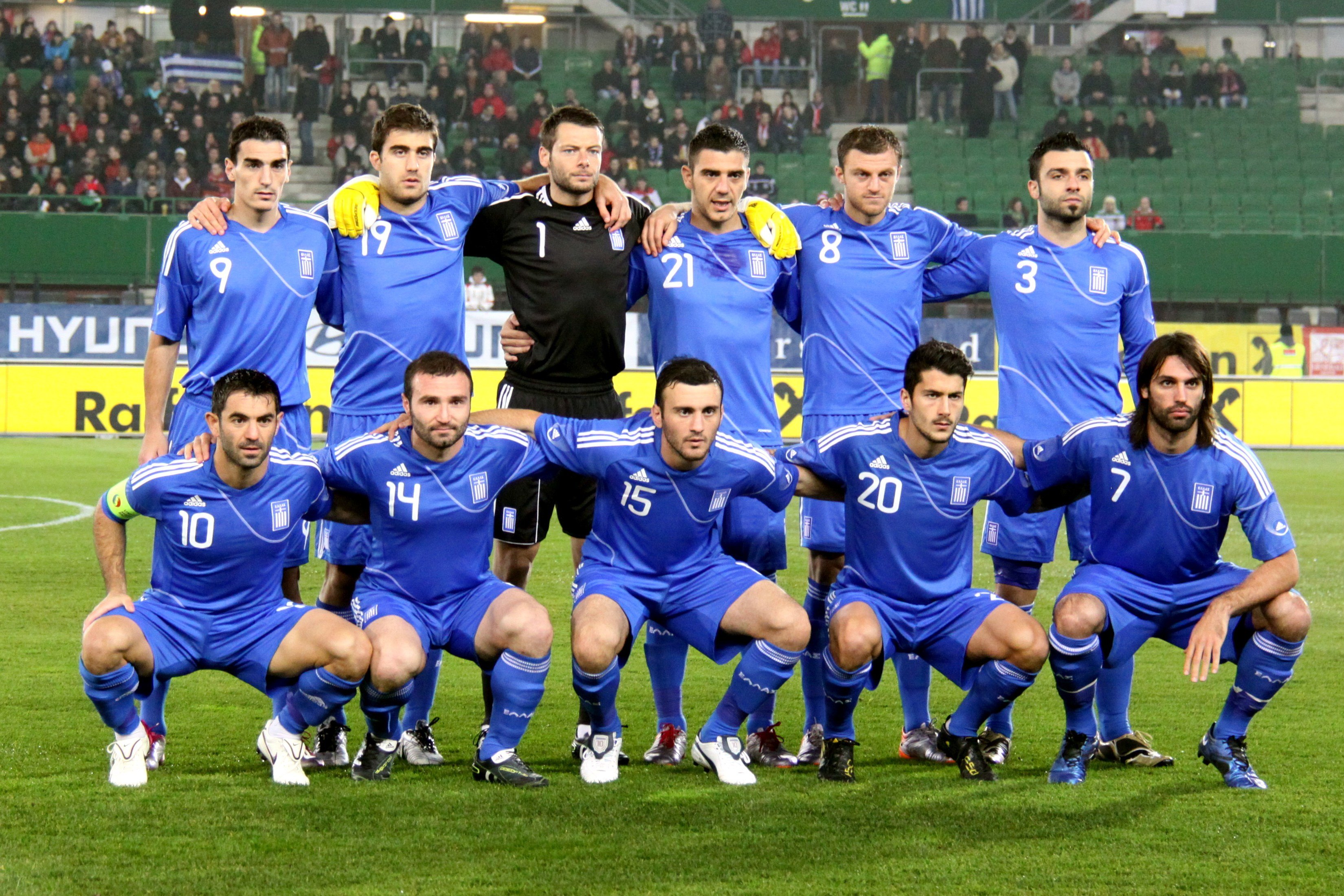
堅守速攻スタイルに定評のあるギリシャ代表

ギリシャ国内ではサッカーが圧倒的に1番人気のスポーツとなっており、1927年にサッカーリーグのギリシャ・スーパーリーグが創設された。主なクラブとしては、オリンピアコス、パナシナイコス、AEKアテネ、PAOKなどが挙げられる。
ギリシャサッカー連盟（HFF）によって構成されるサッカーギリシャ代表は、UEFA欧州選手権には4度出場しており2004年大会では優勝を果たしている。FIFAワールドカップには1994年大会、2010年大会、2014年大会の3度出場しており、2014年のブラジル大会ではグループリーグを初めて突破しベスト16に進出した。
著名な選手としては、ドイツ・ブンデスリーガで2006-07シーズンに得点王となったテオファニス・ゲカスをはじめ、ヨアニス・アマナティディス、ソクラティス・パパスタソプーロス、コスタス・マノラス、コスタス・ツィミカス、ヴァンゲリス・パヴリディスなどが存在する。

### バスケットボール
ギリシャではサッカーの次にバスケットボールが盛んであり、ギリシャバスケットボール連盟によってバスケットボールギリシャ代表が組織されている。日本開催となった2006年世界選手権では、NBAでプレーする選手が不在の中でドリームチームを下すなどして準優勝の成績を収めた。さらにユーロバスケットでは、1987年大会と2005年大会で2度の優勝に輝いている。
著名な選手としてはNBAでシーズンMVPを受賞するなどして活躍するヤニス・アデトクンボが存在する。